# 2019冠狀病毒病臺灣疫情時間線 (2020年)
本條目解說2019冠狀病毒病（COVID-19）疫情於2020年在中華民國自由地區（臺澎金馬）的情況。
2020年1月15日，衛生福利部疾病管制署增訂「第五類法定傳染病」命名此傳染病為「嚴重特殊傳染性肺炎」、並常簡稱為「武漢肺炎」，民間則常通稱為「武漢肺炎」或「新冠肺炎」。疫情在2019年末於中國湖北省武汉市爆發後，對臺灣的實質影響開始於2020年1月；由於臺灣與中國大陸的人員與物資往來密切，以及全球各地陸續發生疫情，政府在疫情期間依《傳染病防治法》成立應對單位——中央流行疫情指揮中心，負責統整協調指揮各政府部門來處理各種防疫措施，包括是否檢疫的標準、國內人員管制、出入境管制、口罩管制措施等，並每日對外說明臺灣及全球的疫情發展與狀況。
2020年度累積：確診數799例（本土56例、境外704例、敦睦36例、航空器2例、不明1例）、7例死亡。

## 首例確診前

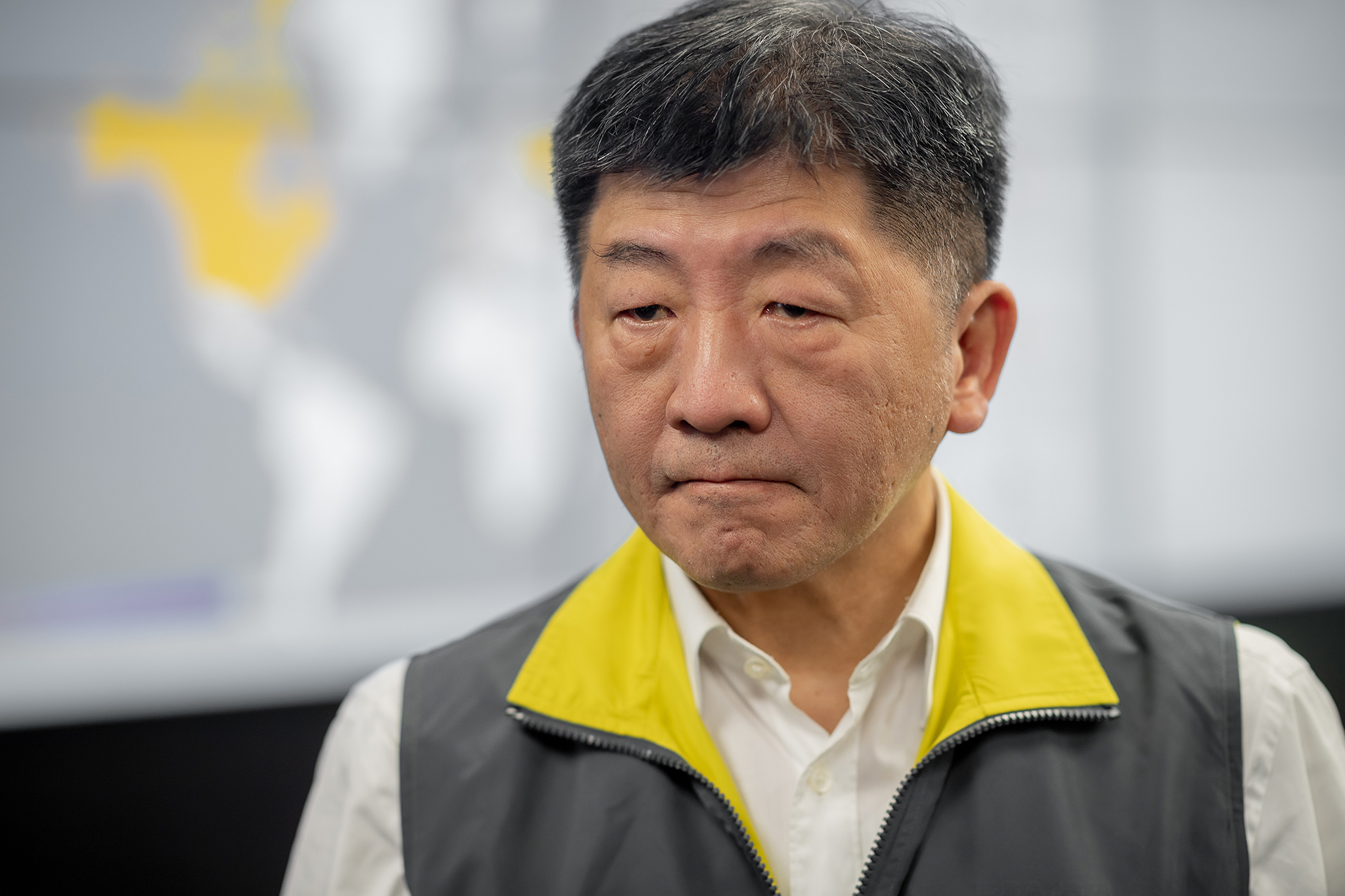
衛生福利部部長陳時中，於2020年1月23日兼任提升為二級開設的中央流行疫情指揮中心指揮官，同年2月27日指揮中心再提升為一級開設。

嚴重特殊傳染性肺炎自中华人民共和国湖北省武汉市爆發後，有網友整理相關資訊於2019年12月31日凌晨於批踢踢發布。衛生福利部疾病管制署（下稱疾管署）副署長羅一鈞看到此資訊後於同日上午寄電子郵件向中國大陸疾控中心查證，同時發電子郵件至世界衛生組織「國際衛生條例」（IHR）聯繫窗口，郵件中特別提及「非典型肺炎」、「病患已進行隔離治療」等字樣，強烈暗示具人傳人之可能性。同日傍晚6點，疾管署臨時召開記者會說明武漢市的疫情，也馬上開始針對自武漢直航入境之班機進行登機檢疫。陸委會提醒前往中國大陸的民眾做好自我的防疫措施。
2020年1月2日，疾管署召開「衛生福利部傳染病防治諮詢會-流感防治組農曆春節流感因應整備會議」，就武漢地區肺炎疫情進行討論。專家建議，除目前已實施的登機檢疫外，醫療院所注意從武漢抵台之臨床嚴重肺炎病人及加強通報，並提醒醫護人員嚴格執行標準感染防護措施；進行插管、氣切等侵入式醫療行為時應依規定佩戴N95口罩。
1月7日，疾管署將武汉市的旅遊疫情建議列為第一級，同時對國際航線及小三通提升警戒。
1月12日，疾管署派出莊銀清、洪敏南2名專家抵達武漢查訪，實地交流並瞭解了防治的相關資訊，於15日返回。
1月15日，疾管署公告將「嚴重特殊傳染性肺炎」列入第五類法定傳染病。
1月16日，疾管署宣布提升中國湖北省武漢市的旅遊疫情建議至第二級警示，提醒民众近期如前往武漢及鄰近區域，應該做好個人防護的措施。
1月20日，由於中國大陸已有新型冠狀病毒明顯社區傳播及疫情擴大情形，疾管署宣布成立「嚴重特殊傳染性肺炎中央流行疫情指揮中心」（以下稱中央流行疫情指揮中心），由疾管署署長周志浩擔任指揮官。金門縣是防疫的前線，距離中國大陸較近，在小三通海關使用大量的防疫儀器。

## 首例確診至首起死亡
1月21日台灣的首例嚴重特殊傳染性肺炎確診後，疾管署提升中國湖北省武漢市旅遊疫情建議至第三級警告，提醒如非必要應避免前往當地；大陸委員會也依指揮中心決定，同步調升武漢的旅遊警示燈為「橙色」，建議民眾避免非必要前往旅行；同日行政院院長蘇貞昌表示政府嚴陣以待，境內備有約4400萬個外科口罩，並備有約193萬個N95口罩；隔日交通部觀光局停止旅行業出團至湖北旅遊，也停止接湖北的旅遊團。交通部部長林佳龍指示，23日至29日共10个武漢赴台旅遊團也協調取消；為配合防疫政策，內政部移民署在同日晚間已針對觀光局所提供擬於1月底赴台的武漢團24團429人辦理廢證，且即日起暫停核發武漢旅遊團的入境許可。
1月22日，總統蔡英文召開國安高層會議，聽取政府相關部門最新防疫工作簡報，並就疫情資訊掌握、國際共同防疫、錯假訊息因應以及政府後續因應作為等，做出相關裁示，為農曆新年期間的防疫工作做安排。會後發表了總統敞廳談話。

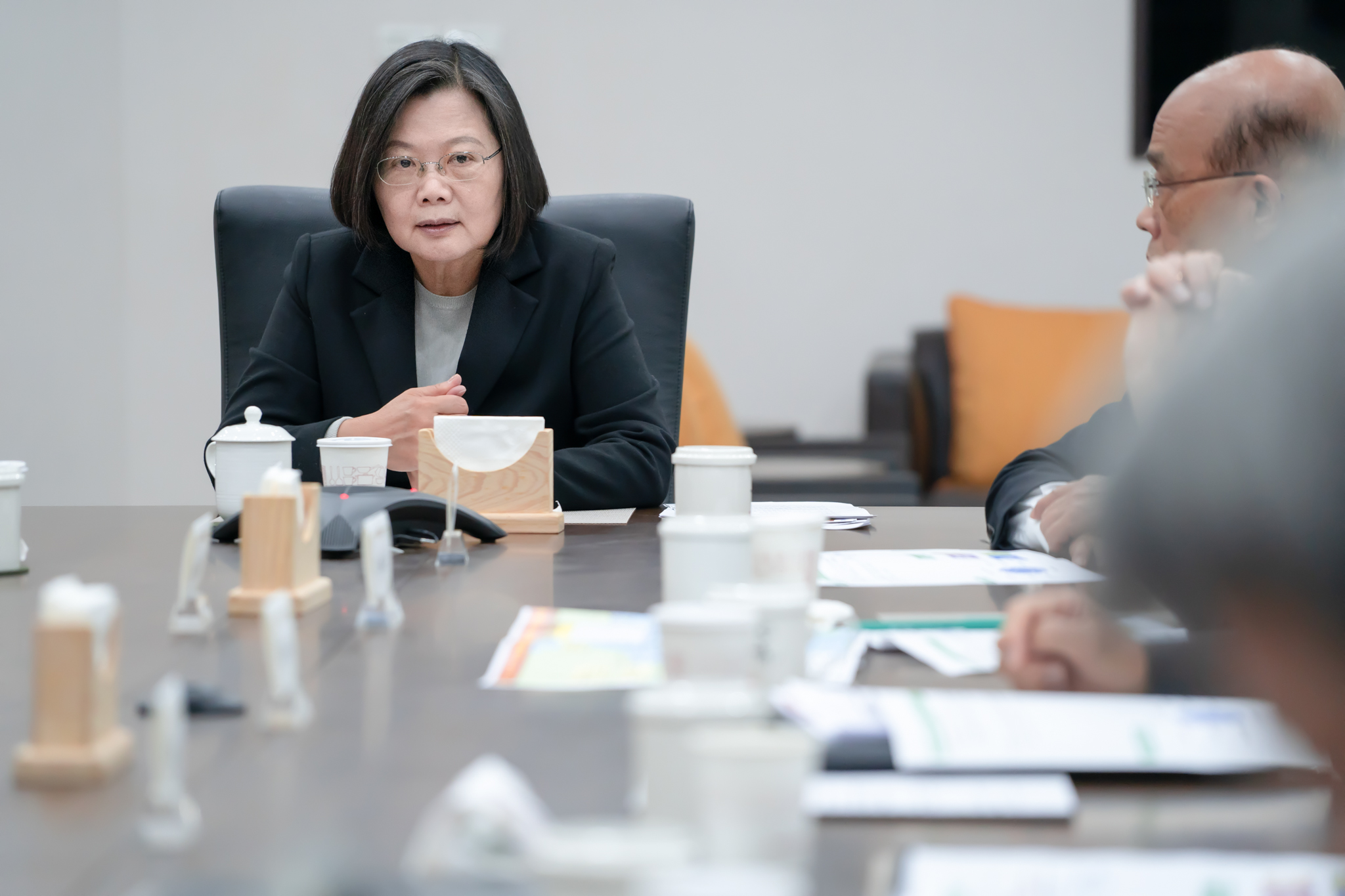
總統蔡英文
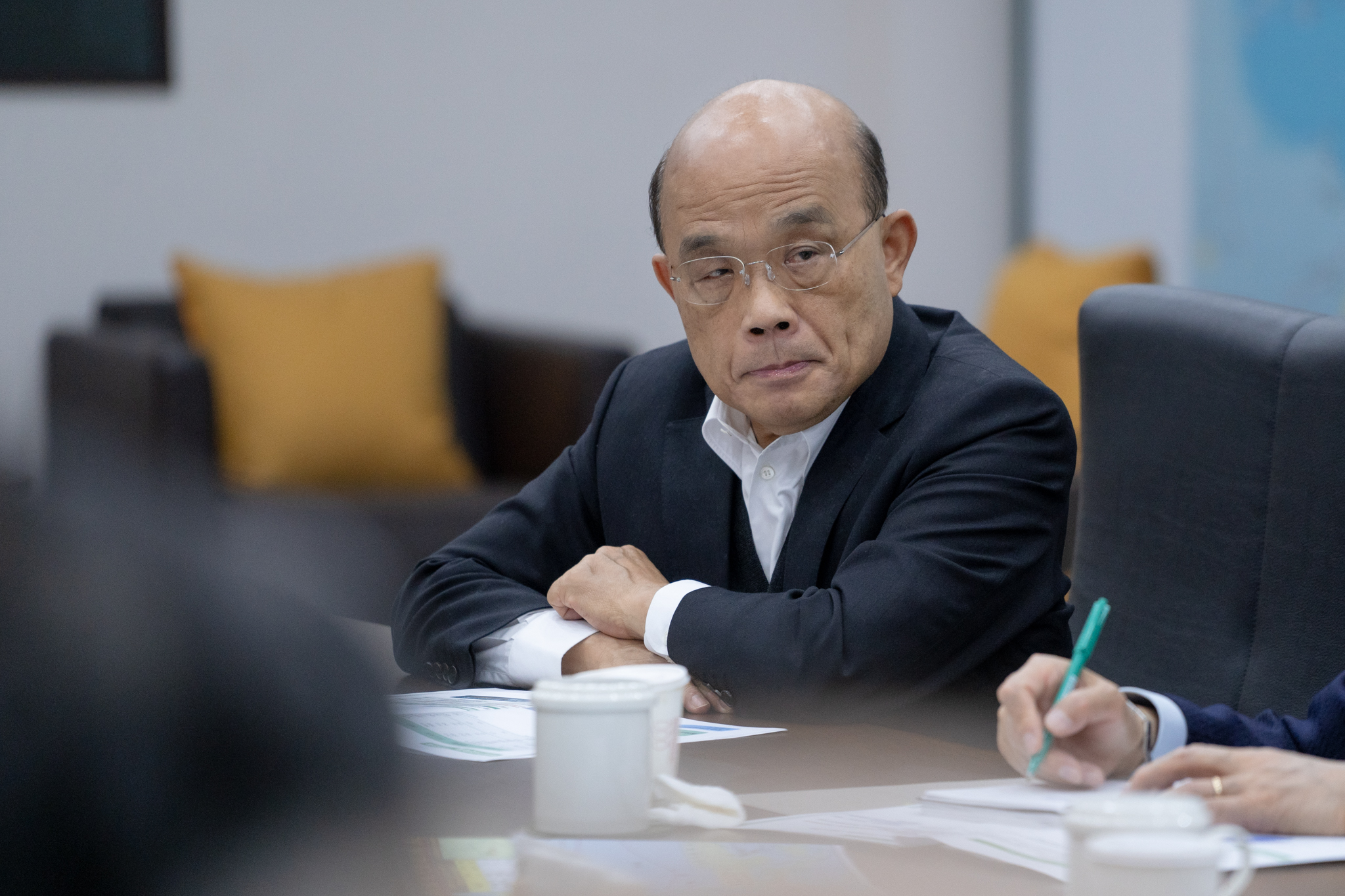
行政院院長蘇貞昌
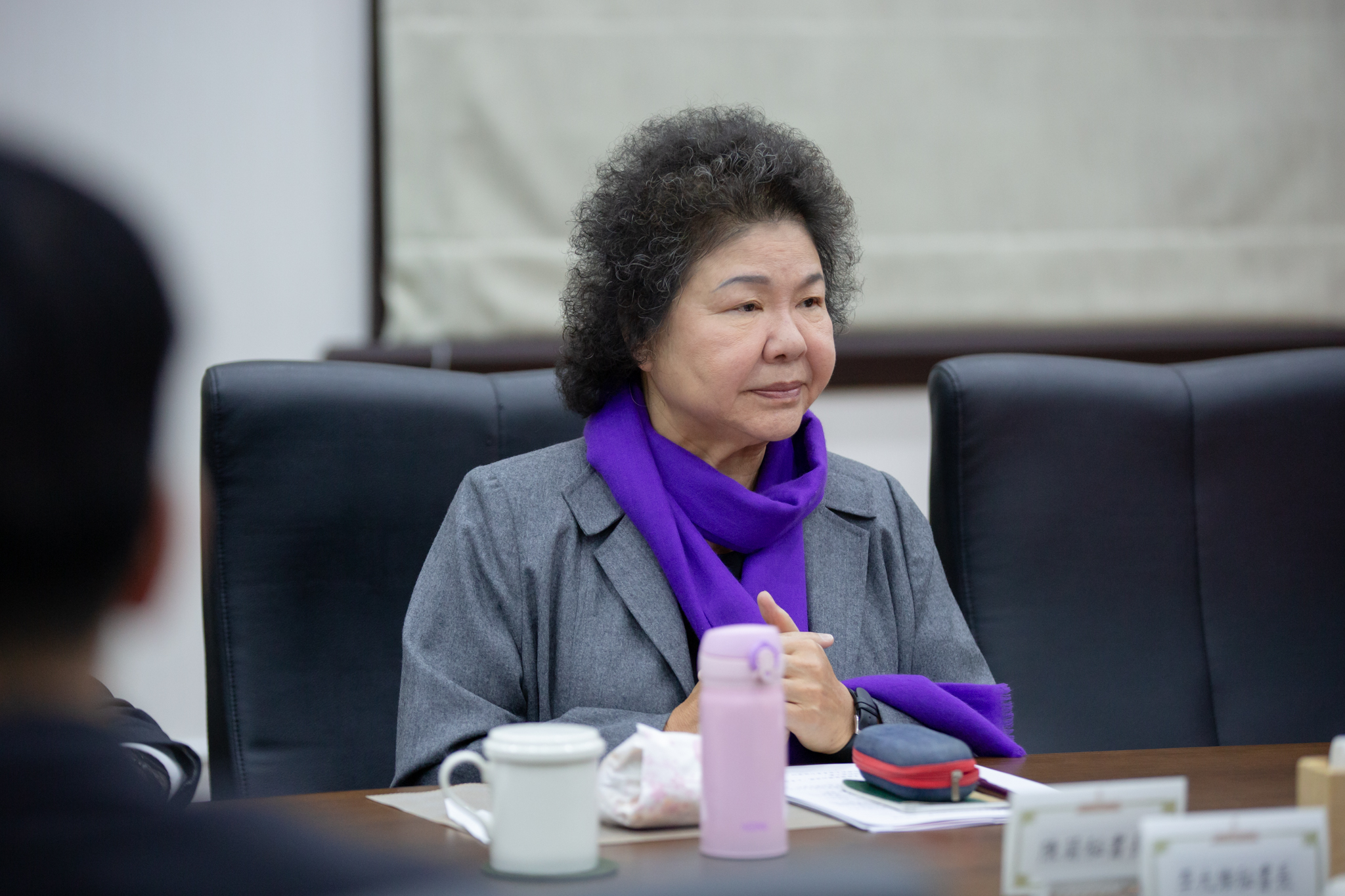
時任總統府秘書長陳菊

1月23日，中央流行疫情指揮中心宣布將中心由三級提升至二級，由衛生福利部部長陳時中擔任指揮官。原本只針對武漢人士的邊境檢疫擴大到所有中國大陸入境者，並拒絕居住於湖北省武漢市的居民登機入境，入境旅客必須詳實填寫行蹤記錄與健康狀況聲明書；隔日中央流行疫情中心宣布，為確保當地的口罩供應充足，自1月24日起管制N95口罩及外科口罩出口一個月，並要求25日凌晨零點開始到該月底，全面暫停旅行團前往中國大陸旅遊。蘇貞昌院長指示衛福部持續落實邊境檢疫應變措施，加強入境旅客發燒篩檢，強化相關防疫措施。
1月24日，因應新增兩例確診新冠肺炎，旅遊警示再次提升，預備至中國大陸旅遊之旅遊團，全面停止出團。原居住地在武漢的入境限制改擴大為湖北省地區（因當地部分地區已陸續封城）不准登機或入境。

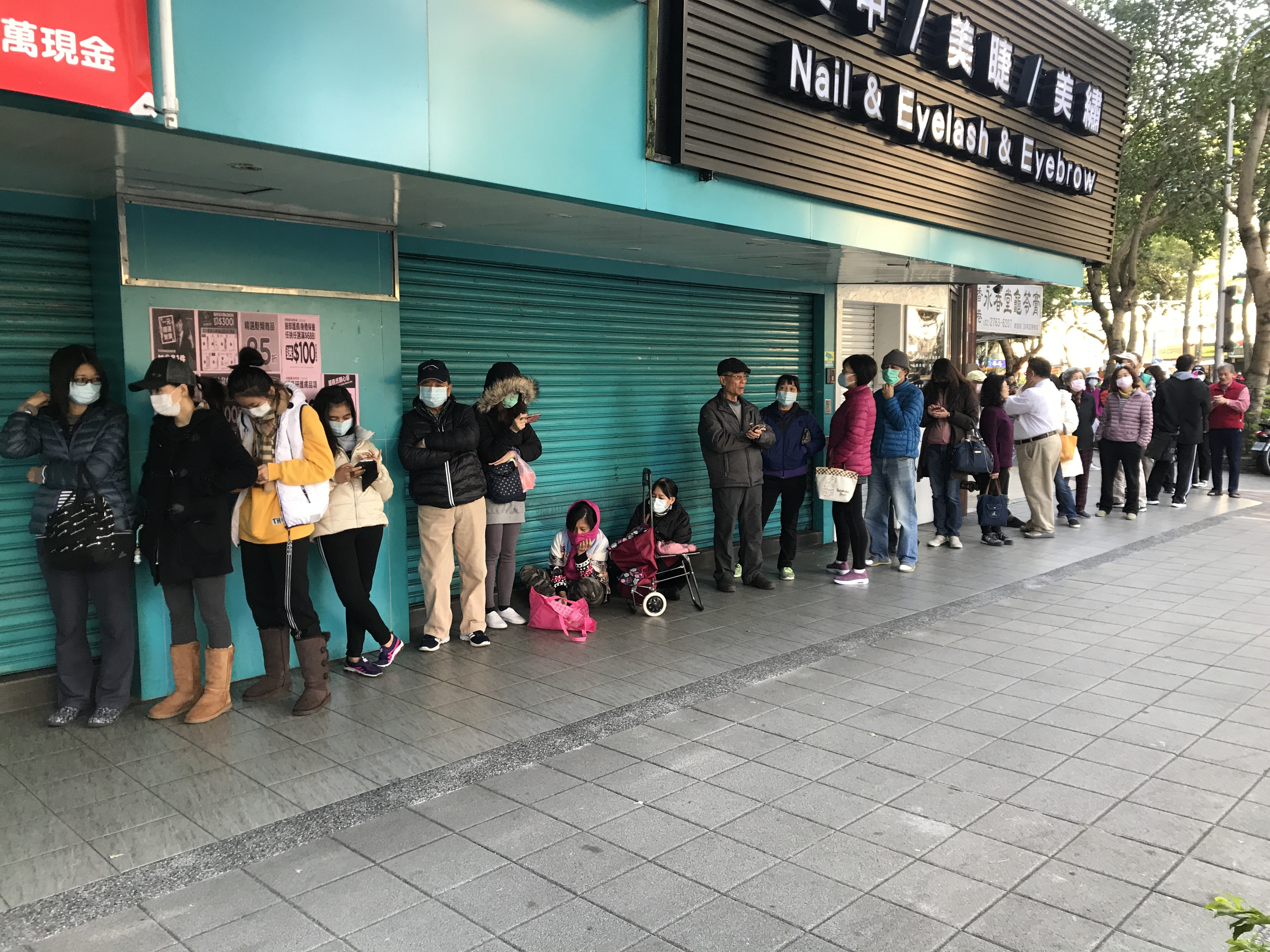
位於臺北市民生社區的屈臣氏民環門市外排隊買口罩的民眾，攝於2月2日

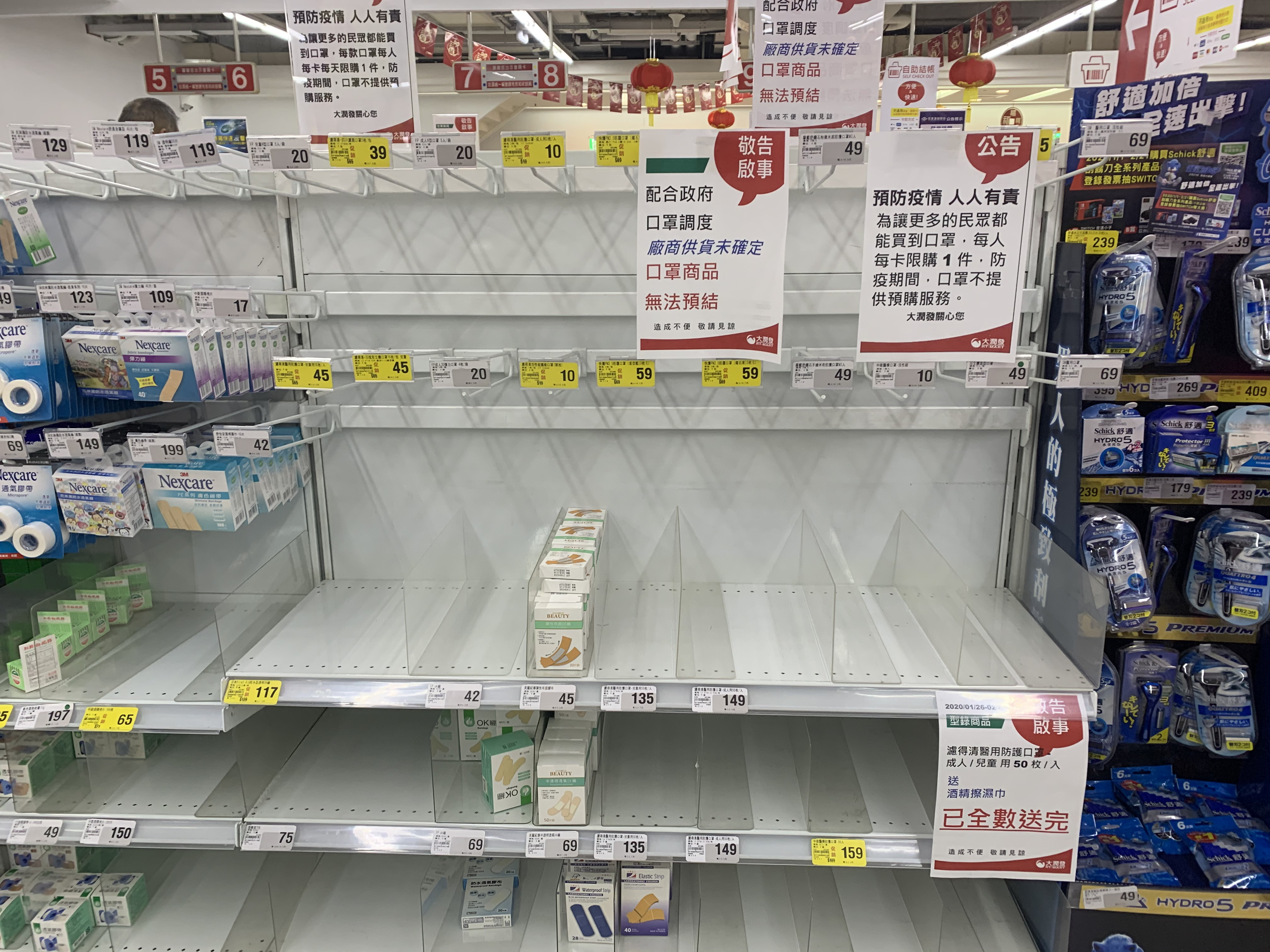
2月5日，臺中一大潤發內醫療用口罩貨架已經清空

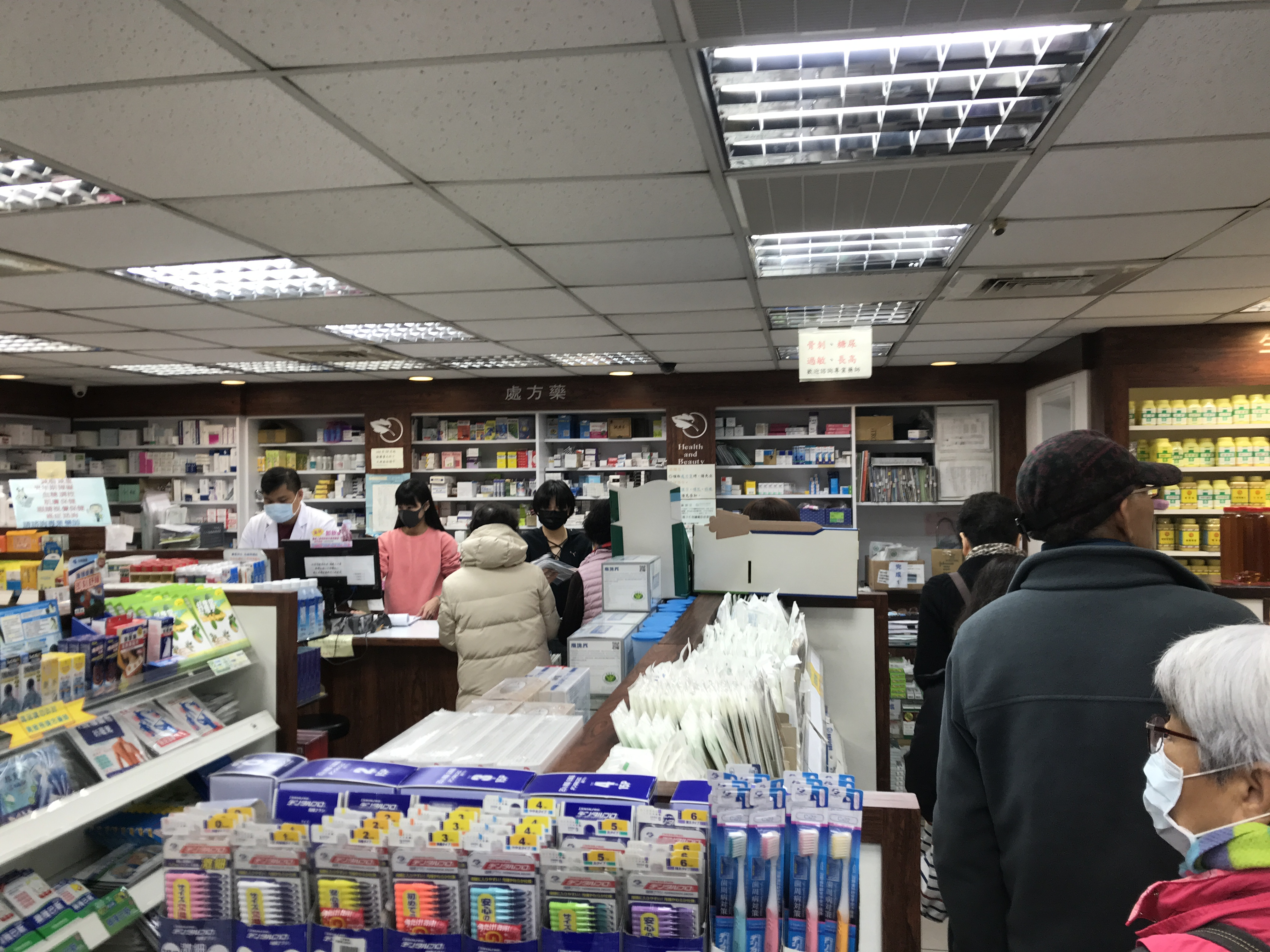
2月7日，嚴重特殊傳染性肺炎大流行期間，領到號碼牌的民眾排隊進入益華藥局買口罩

1月25日，移民署提高中國大陸遊客入境限制，入臺證記載為觀光、健檢醫美及專業交流者均不准入台，赴台就學的中國大陸學生及配偶不受其限制，同日時任高雄市長韓國瑜在主持第二級流行疫情指揮中心會議時宣布指揮中心提升一級開設，讓高雄成為台灣第一個針對武漢肺炎防治一級開設的城市。此外屏東縣疫情指揮中心等級也提升至第二級；兩天後中央流行疫情指揮中心宣布自當天零時起暫緩受理中國大陸人士的觀光簽證；已發入台許可證者將推遲入境，在境內旅遊的武漢團於1月26日全數離境，湖北團1月27日全數離境，中國大陸觀光團應於1月31日前離境。
1月28日，新增兩起境內確診病例後，此時中國大陸疫情加劇，中央流行疫情指揮中心將全中國大陸納入第三級旅遊警示，隔日政府增強「電子監控」，發給居家隔離、檢疫者約2000人每人一支定位手機，每天必須回報；
同日經濟部商業司表示，自1月28日起連3天將在7-11、全家、萊爾富、OK超商等四大超商，每天供應6百萬片戰備口罩銷售，不過每人限購3片。每片口罩定價為新台幣8元，由於年假結束生產線漸漸恢復產能，2020年2月起降為每片6元。
1月31日，中央流行疫情指揮中心表示，臺大醫學院醫技系張淑媛教授已從康復的第10例病患分離出新冠狀病毒的病毒株，成為繼中國大陸、澳洲、日本後，全球第4個分離出武漢肺炎病毒的國家地區，未來可進行更多研究、培養，以及發展疫苗、治療藥物及開發新藥等。
2月1日，中央流行疫情指揮中心將中國大陸流行地區劃分為2級，湖北省列為一級流行區、廣東省列為二級流行地區，並宣布自2月2日起拒絕廣東居民入境，近期有廣東旅遊史與透過小三通入境者，都須居家隔離14天。
2月2日，中央流行疫情指揮中心將浙江省溫州市列為二級流行地區，宣布自2月3日起拒絕溫州市民入境。
2月3日，教育部部長潘文忠表示，為了防止武漢肺炎疫情擴散，大專院校統一延後到2月25日以後開學，中國大陸學生2月9日後維持暫緩赴台，但學期仍要維持18週，高中（含）以下學校延後開學，由原訂開學日之2月11日，更動為2月25日開學，且將暑假延後至7月15日。在這期間12歲（含）以下一方家長可請防疫照顧假留在家中照顧小孩。針對國中會考、統測等考試日程和入學措施時程則不變，因應開學時間延後和課程實施調整，會請相關考試單位調整考試範圍。
針對研究所入學考試事宜，各校以不影響學校考試和考生的準備，依原計畫進行，但辦理入學考試事務時須依照，進行高規格防疫措施。
同日蘇貞昌院長宣布口罩購買政策，2月4日起四大超商停止販售口罩，並自2月6日起購買口罩採實名制，民眾需使用健保卡在全台六千多家健保特約藥局或衛生所（偏鄉地區）購買，每個人在7天內限購2片，一人可持兩張健保卡，一片降價為5元。晚間，首批撤僑專機有247人搭乘中國東方航空抵達台灣，再由專車載至新北市及台中市等檢疫所。
2月4日，外交部領事事務局宣布自2月7日起，凡過去14天曾入境中國大陸的非台籍人士，均禁止入境台灣。入境前14天曾停靠陸港澳地區港口的郵輪，不得停靠臺灣港口。
2月5日，陳時中部長兼指揮官宣布，因中國大陸疫情持續上升，中國大陸全境皆被列入二級以上流行區，居住中國各省市的中國大陸籍人士均全面暫緩入境，返臺居民如有中國大陸居留、停留與旅遊的紀錄，亦列入居家檢疫對象。
2月6日，中央流行疫情指揮中心宣佈即日起國際郵輪禁止停靠臺灣港口。口罩實名制正式上路。
2月7日，經中央流行疫情指揮中心討論後，陸委會宣佈自2月10日起暫停小三通客船服务，為自2003年SARS疫情以来再次暂停；交通部宣布自2月10日至4月30日，台灣往返中國大陸航線，除北京首都國際機場、上海浦東國際機場、上海虹橋國際機場、廈門高崎國際機場、成都雙流國際機場外，全面停飛。同時因應鑽石公主號郵輪已爆發群聚感染，中央流行疫情指揮中心透過災防告警系統針對臺灣北部發佈防疫訊息，提醒1月31日曾去相關觀光景點的旅客，請自主健康管理至2月14日。
2月8日，中央流行疫情指揮中心將中華人民共和國廣東省列為一級流行區；陸委會宣佈自2月10日起，暫停兩岸海運客運直航。寶瓶星號上午11時抵基隆港後進行檢疫，船上旅客至晚間確認採檢均為陰性後，讓旅客回家自主居家隔離14天，並安排外籍人士由機場離開。
2月10日，中央流行疫情指揮中心宣佈自2月11日起，港澳人士除商務相關人士、擁有中華民國居留證港澳配偶與其未成年子女之外，皆暫緩入境。
2月11日，中央流行疫情指揮中心宣佈針對疫情狀況調整為港澳（三級 避免前往）、新加坡（二級 加強防護）、泰國（一級 注意防護）。外交部領事事務局因應菲律賓片面禁止台灣公民入境措施，同步將菲律賓旅遊警示提升至紅色（不宜前往 儘速離境）。晚間，陸委會宣佈疫情期間有條件開放中國大陸籍非中華民國籍子女來臺的措施，引發社會議論。
2月12日下午，中央流行疫情指揮中心宣佈因疾管署反對陸委會的措施，撤銷陸委會昨天宣佈的措施。因新加坡境內感染陸續出現，指揮中心針對1月31日後全國醫療院所通報流感併發重症且流感檢驗為陰性的個案，皆須進行武漢肺炎病毒之檢驗。同日，大學入學考試中心宣布，大學入學指定科目考試由原定7月1日至3日改為7月3日至5日。
2月13日，經濟部宣佈禁止口罩出口與徵用口罩政策，時限由原先的2月23日延長至4月底，未來再視疫情情況調整。

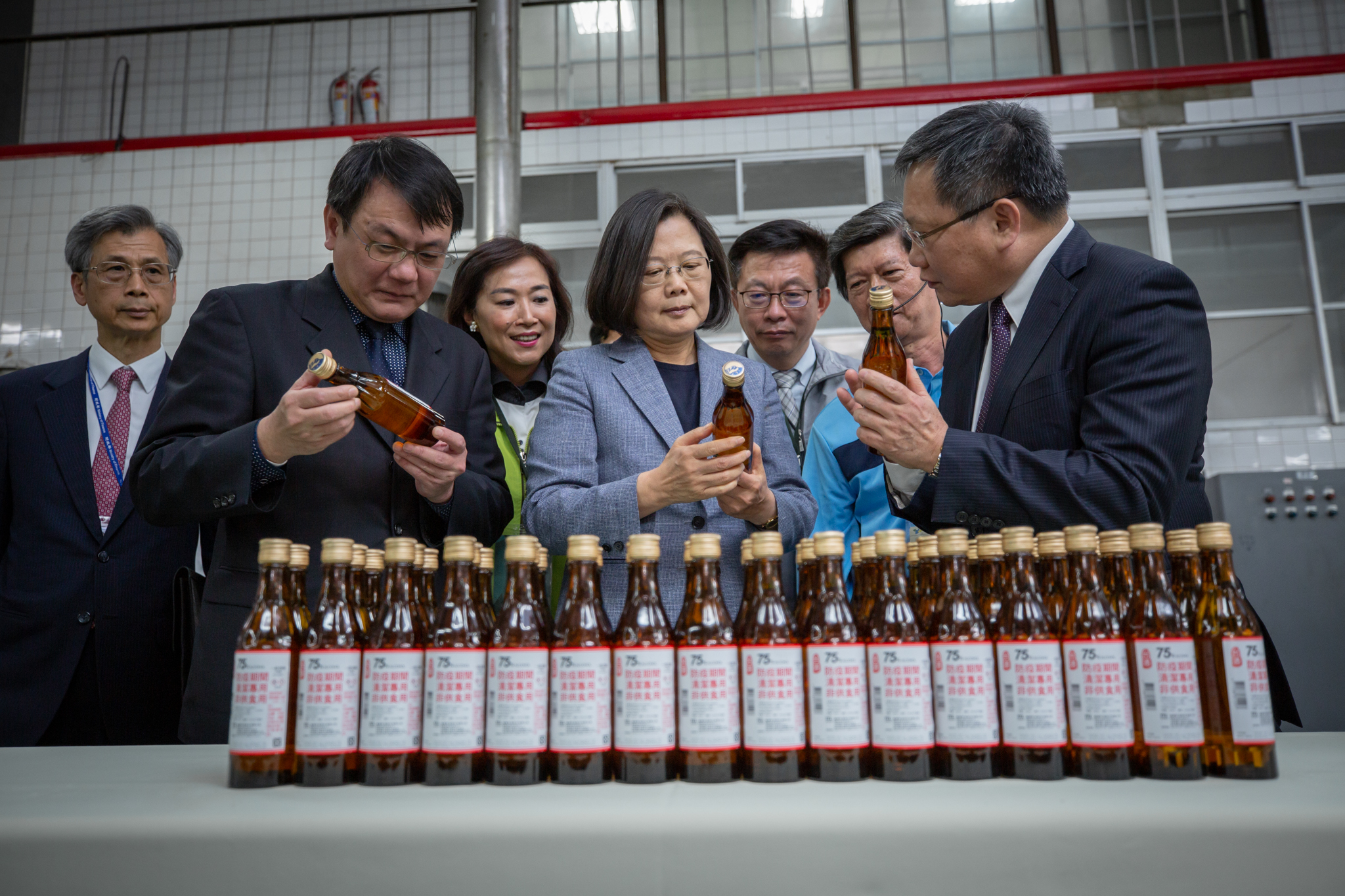
2月14日，蔡英文視察「臺灣菸酒公司隆田酒廠」防疫用酒精生產情形

2月14日，中央流行疫情指揮中心將日本升為第一級（一級 一般措施），次日起將中國浙江省、河南省列為一級流行地區。

## 首起死亡暨社區感染病例後
2月16日，中央流行疫情中心宣布首例死亡暨社區感染案例，為中部一位61歲從事白牌計程車司機的男性，主要客戶是有陸港澳旅遊史的乘客，自身無出國旅遊史，也非已知確診病例密切接觸者，不過有B型肝炎及糖尿病病史。該男性於1月27日出現咳嗽，2月3日因呼吸急促赴醫院就醫，診斷為肺炎，當日收治於負壓加護病房治療，2月15日晚間因肺炎合併敗血症死亡。
同日，增加303家衛生所販賣實名制口罩，其他規定不變。
2月17日，中央流行疫情中心宣布自2月20日起，12歲以下兒童7天內可購買4片兒童口罩，成人口罩維持7天內限購2片，其他規定不變。
2月18日，首批撤僑班機的台商自2月3日至今日（兩個星期）隔離結束。另外鑒於鑽石公主號確診病例數逐日攀升，自即日起列為武漢肺炎感染區，船上台籍乘客（含旅客及工作人員）返台，必須依指揮中心安排搭乘包機回台，並遵守相關隔離檢疫措施。
2月20日，中央流行疫情指揮中心將韓國的旅遊疫情警示升為第一級（一級 一般措施）。一名自浙江返台的台商曾出現呼吸道症狀，現已康復，血液送臺大醫院及中央研究院檢驗後，確認具有武漢肺炎抗體，防疫中心以此主張案19遭該台商傳染。然而該名台商的家人以及部份專家對防疫中心的判斷有所質疑，卻被防疫中心以「違反傳染病防治法第63條」為由函送偵辦。
2月21日，執行第二波撤僑，鑽石公主號上的中華民國籍20人（22名國籍乘客、2名雙重國籍乘客、2名國籍船員、1名國籍隨行醫師，扣除5名確診、2名隔離）搭乘包機從東京羽田機場離開日本，於晚間抵達桃園機場，並前往醫院檢驗，無症狀者必須在檢疫所隔離14天。同日，陳時中部長表示將購買兒童口罩的年齡放寬到13歲（民國96年1月1日（含）後出生者），並自明(22)日起實施。
2月22日，中央流行疫情指揮中心將韓國及日本的旅遊疫情警示升為第二級（二級 加強防護）。
2月23日，中央流行疫情指揮中心將伊朗及義大利的旅遊疫情警示升為第一級（一級 一般措施）。鑽石公主號上的中華民國籍19人（扣除隨行醫師）2次採檢結果均為陰性，將送至檢疫所隔離檢疫14天。衛生福利部於今日比照其他傳染病，公布嚴重特殊傳染性肺炎的地理分布統計資料。
2月24日，中央流行疫情指揮中心將韓國的旅遊疫情警示升為第三級（三級 不宜前往），自2月25日零時起，由韓國入境的外籍人士，需進行14天居家檢疫；另自2月27日零時起，由韓國入境的台籍人士，也需進行14天居家檢疫。在中國湖北武漢的血友病童基於醫療需求須搭機返臺，全程均有防護措施，返臺後必須強制隔離14天。
2月25日，中央流行疫情指揮中心將義大利的旅遊疫情警示升為第二級（二級 加強防護），而外交部配合將義大利旅遊警示升為橙色、北部疫區更升為紅色燈號。另外，自2月27日起，兒童健保卡不受身分證字號尾數單雙號分流限制，每日都可購買，且最多一次可持三張兒童健保卡購買口罩。
2月26日，中央流行疫情指揮中心將伊朗的旅遊疫情警示升為第二級（二級 加強防護）。自武漢返台的血友病童及其母親二採均為陰性，將送檢疫所強制隔離14天。此外，案24的關聯群組結案，依舊會往源頭回朔，但非現階段必要事項。

## 疫情指揮中心一級開設

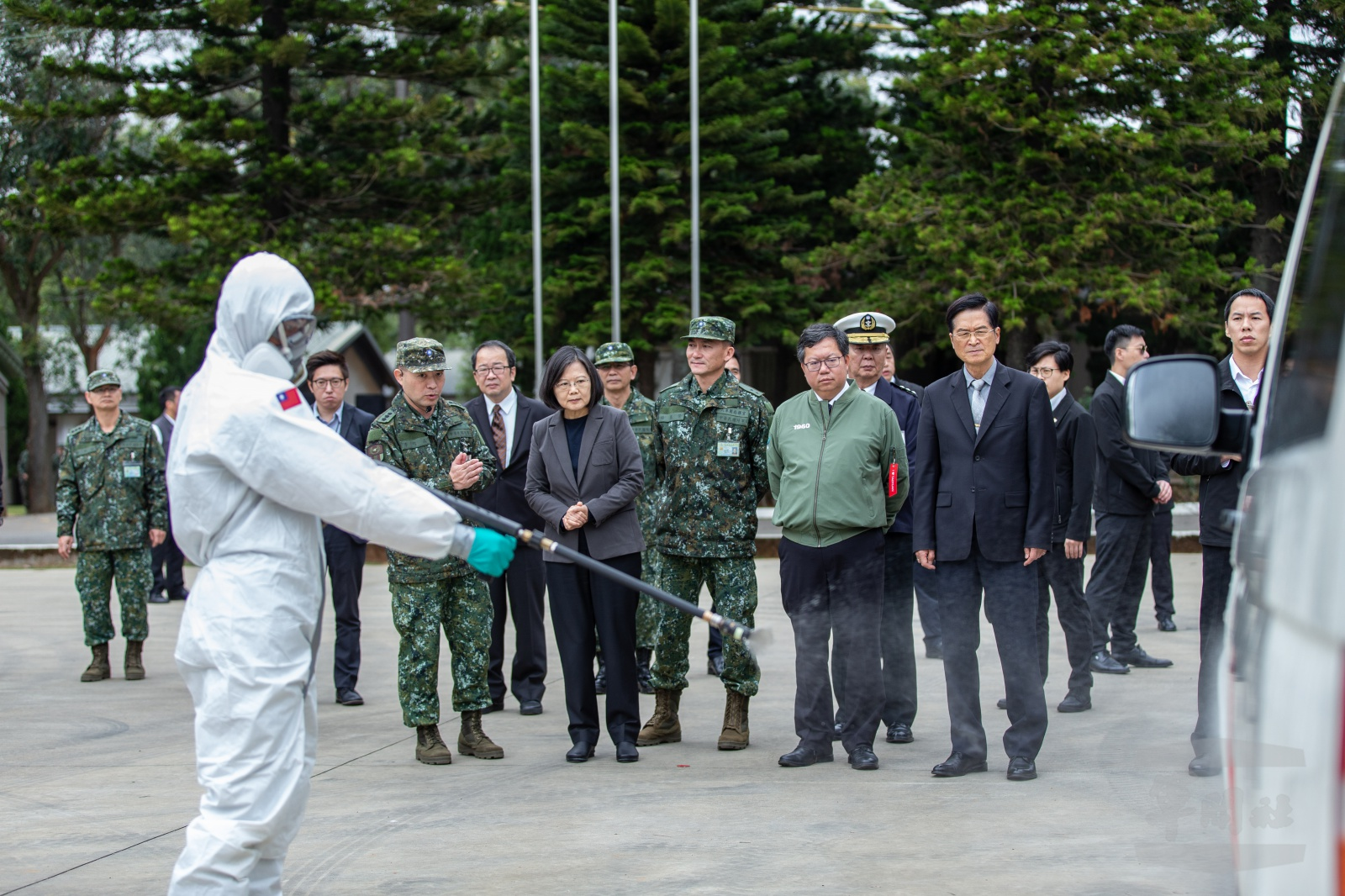
2月27日，中央流行疫情指揮中心提升為一級開設，蔡英文協同相關人員視導防疫勤務重點協助單位33化學兵群

2月27日，中央及台北市流行疫情指揮中心提升為一級開設，由陳時中擔任指揮官。同時，將義大利的旅遊疫情警示升為第三級（三級 不宜前往），自2月28日零時起，14天內有義大利旅遊史者，入境後需進行14天的居家檢疫。另外，也公布了案32在雙北2月16日至24日的活動軌跡，同時段出入者須自主健康管理14天。
2月29日，中央流行疫情指揮中心宣布第一起院內感染事件，為案34的相關案例，要求醫院關閉案34確診前之住院病房，並進行環境清潔消毒；針對有症狀工作人員，若2次採檢皆為陰性，仍應居家隔離14天，期滿後再採檢1次為陰性才能上班；無症狀工作人員則須經採檢陰性且隔離14天後才能上班；至於同病房住院病患均已安置於單人病房隔離，經採檢陰性後才能出院，出院後仍須居家隔離14天。另外，也公布案33日本旅遊路徑，同團有3人有症狀並隔離，其餘進行14天居家隔離。
3月1日，中央流行疫情指揮中心將伊朗的旅遊疫情警示升為第三級（三級 不宜前往），提醒民眾非必要勿前往，自3月2日零時起，14天內有伊朗旅遊史者，入境後需進行14天的居家檢疫。
3月2日，中央流行疫情指揮中心宣布自3月5日起成人口罩購買量增加為7天3片，兒童口罩購買量增加為7天5片，其餘購買原則和價格不變。以色列旅遊團11人於旅遊搭機時，有一名以色列人確診感染武漢肺炎，故該11人搭乘土耳其專機於2日返臺，且須居家隔離14天。
3月3日，中央流行疫情指揮中心宣布案27的關聯群組結案，依舊會往源頭回朔，但非現階段必要事項。
3月4日，中央流行疫情指揮中心宣布案33和案39結案，但5日確診一名相關個案。

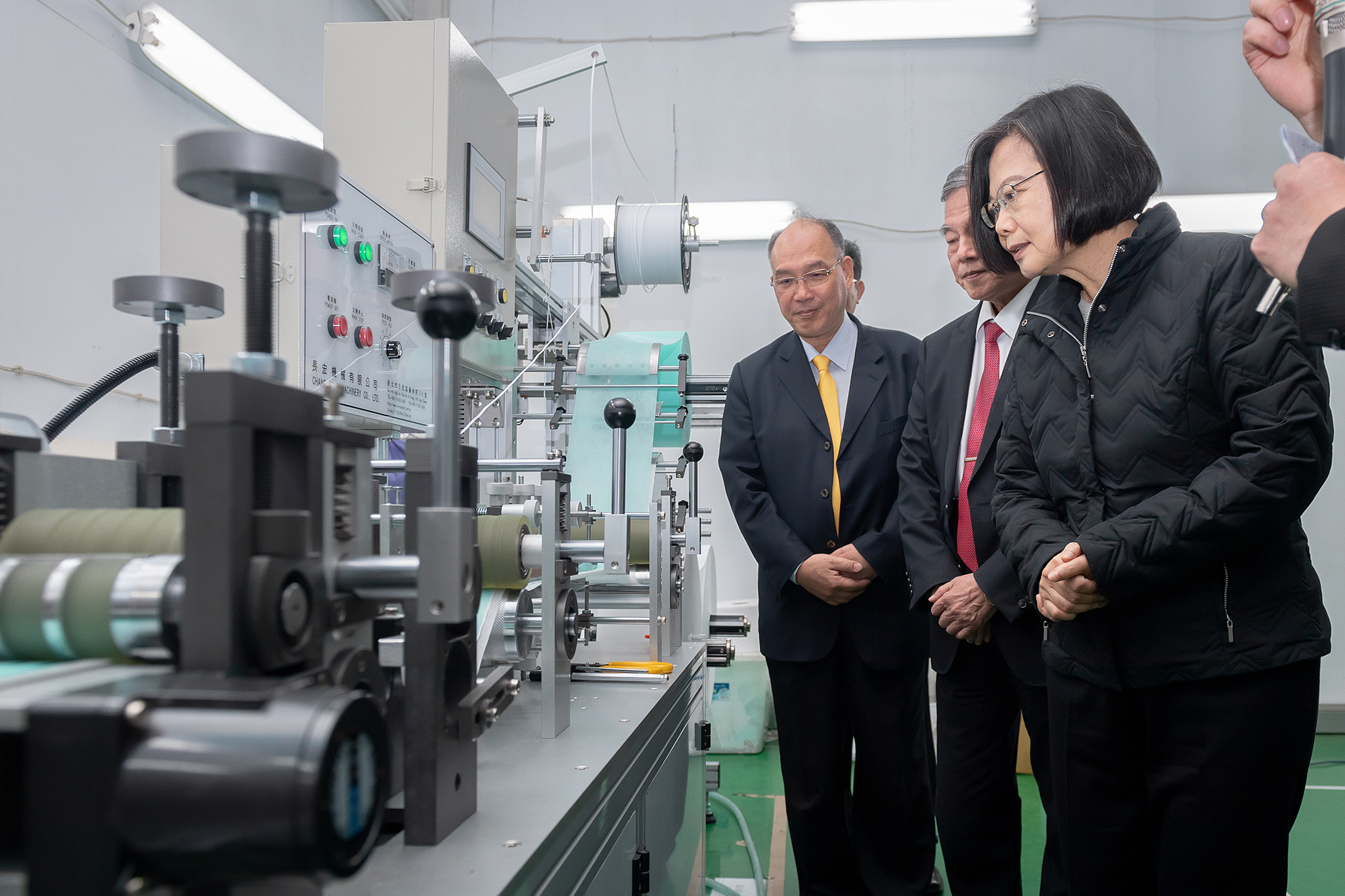
3月5日，蔡英文為參與「口罩國家隊」工具機業者打氣

3月5日，中央流行疫情指揮中心公布「公眾集會因應指引」和企業「持續營運指引」供民眾參考。另外，針對1名最近曾抵台演出的澳洲確診病例進行疫調，並匡列接觸者。還有，陳時中對於香港富豪狗的個案表示表示，「那不是從身體冒出來的，而是抹到的」，目前已經請農委會提高關注，並提供專業建議。
3月6日，中央流行疫情指揮中心宣布掌握澳洲確診病例的行蹤，在臺活動史較單純，社區傳播風險低，已匡列接觸者共147人，其中103人列為密切接觸者須居家隔離14天，其他接觸者則須自主健康管理14天。另外，友邦帛琉出現疑似病例，由新光醫院感染科醫師透過視訊協助採檢，檢體於晚間抵臺，並送至疾管署實驗室檢驗。
3月7日，中央流行疫情指揮中心將法國、德國及西班牙的旅遊疫情警示升為第二級（二級 加強防護），從這3國入境的民眾，應落實14天自主健康管理。另外，鑽石公主號返臺旅客自2月23日至3月7日（兩個星期）隔離結束，全數陰性，返家後需進行自主健康管理。
3月8日，中央流行疫情指揮中心宣布9日起，調整與會者間適當距離及場地通風，會前提供乾洗手，媒體及工作人員皆須簽到、採固定座位，會後將進行場地及相關用具消毒，並避免以堵麥方式進行採訪。

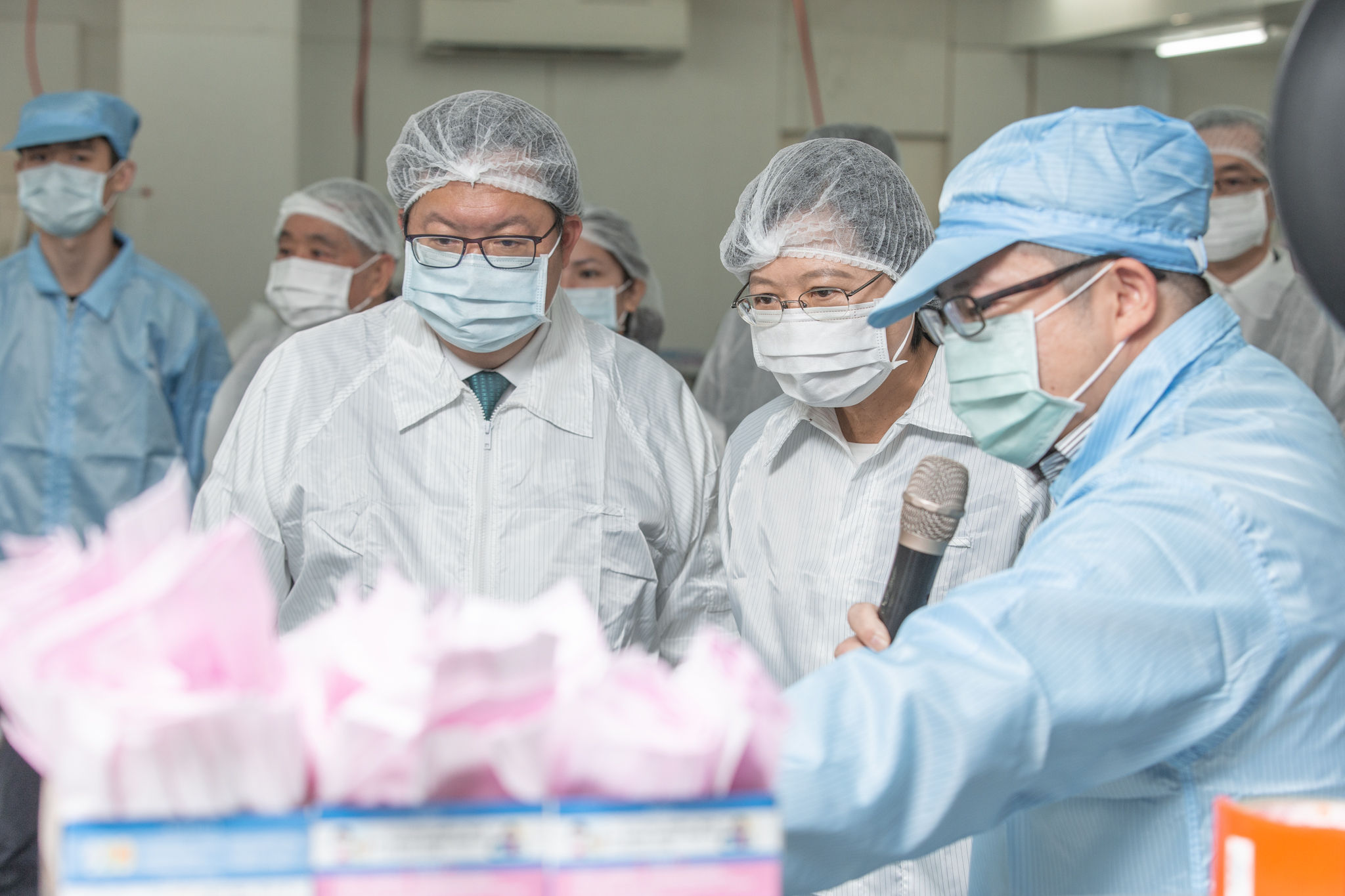
3月9日，蔡英文訪視口罩製造商

3月10日，晚間，執行第三波撤僑、同時為第2批武漢撤僑包機，分由中華航空與中国东方航空執飛。由中華航空執飛的第三班撤僑專機搭載169人自武漢返臺。

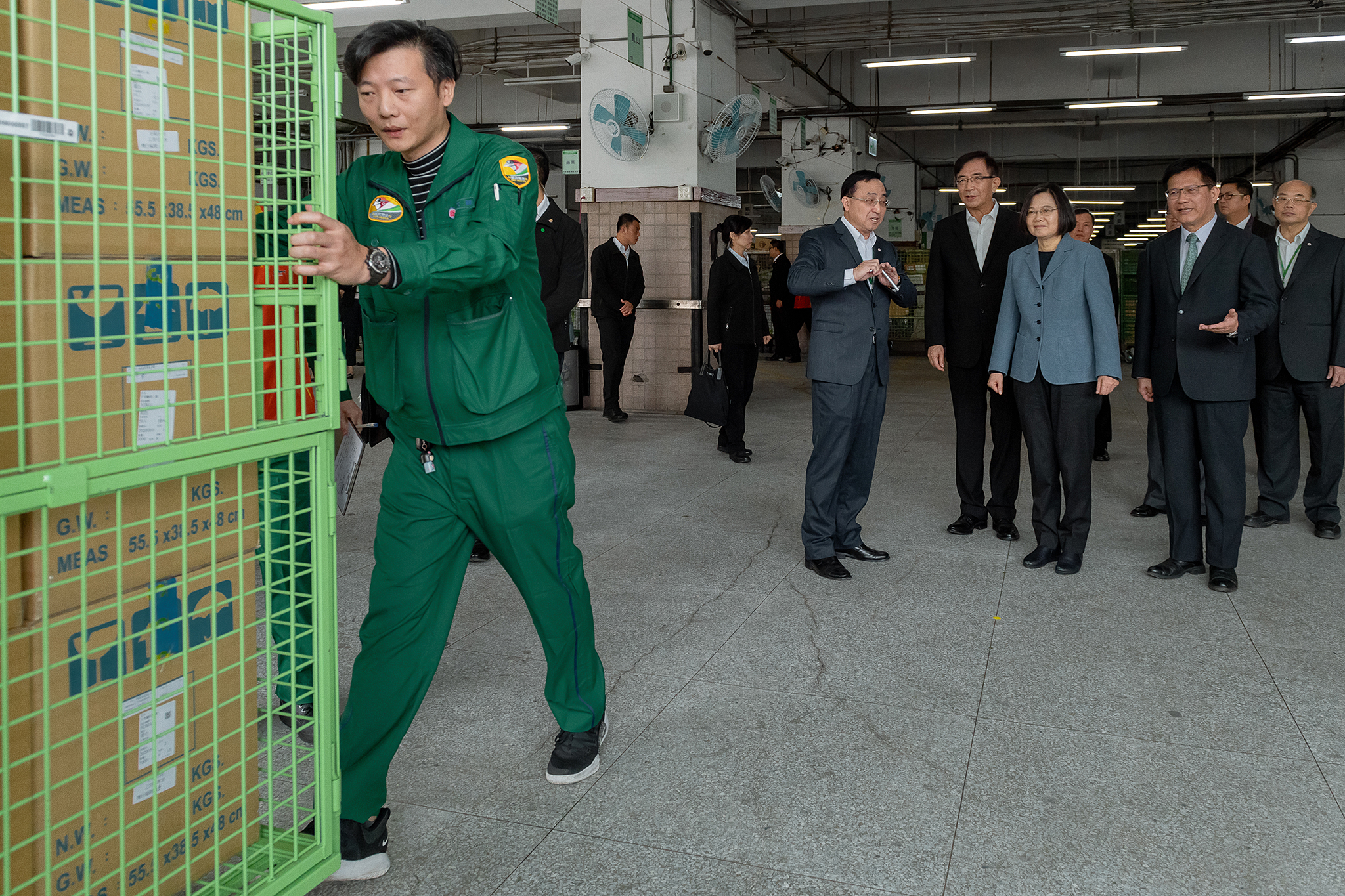
3月11日，蔡英文視察及慰勞中華郵政公司防疫物流作業同仁

3月11日，清晨，由中国东方航空執飛的第四班撤僑專機搭載192人自武漢返臺。兩架撤僑班機共361人返臺，統一送至三處集中檢疫所進行14天隔離。同日，中央流行疫情指揮中心將歐洲十六國的旅遊疫情警示升為第一級（一級 一般措施）；歐洲八國及中東兩國的旅遊疫情警示升為第二級（二級 加強防護）。從以上國家入境的民眾，應落實14天自主健康管理。
3月12日，中央流行疫情指揮中心宣布「口罩實名制2.0」上路，採用網路線上預約、實體商店取貨的模式。
3月13日，中央流行疫情指揮中心表示，第2批武漢撤僑包機返台361人檢驗結果均為陰性，目前健康情形良好，持續於集中檢疫所密切健康監測。
3月14日，中央流行疫情指揮中心將美國華盛頓州、紐約州及加利福尼亞州的旅遊疫情警示升為第二級（二級 加強防護）。自14時起尚未從歐洲二十七國及中東一國登機者，需居家檢疫14天。
3月15日，中央流行疫情指揮中心將埃及的旅遊疫情警示升為第二級（二級 加強防護），從埃及入境的民眾，應落實14天自主健康管理。另外，境外移入個案數再度超越境內傳染個案數。

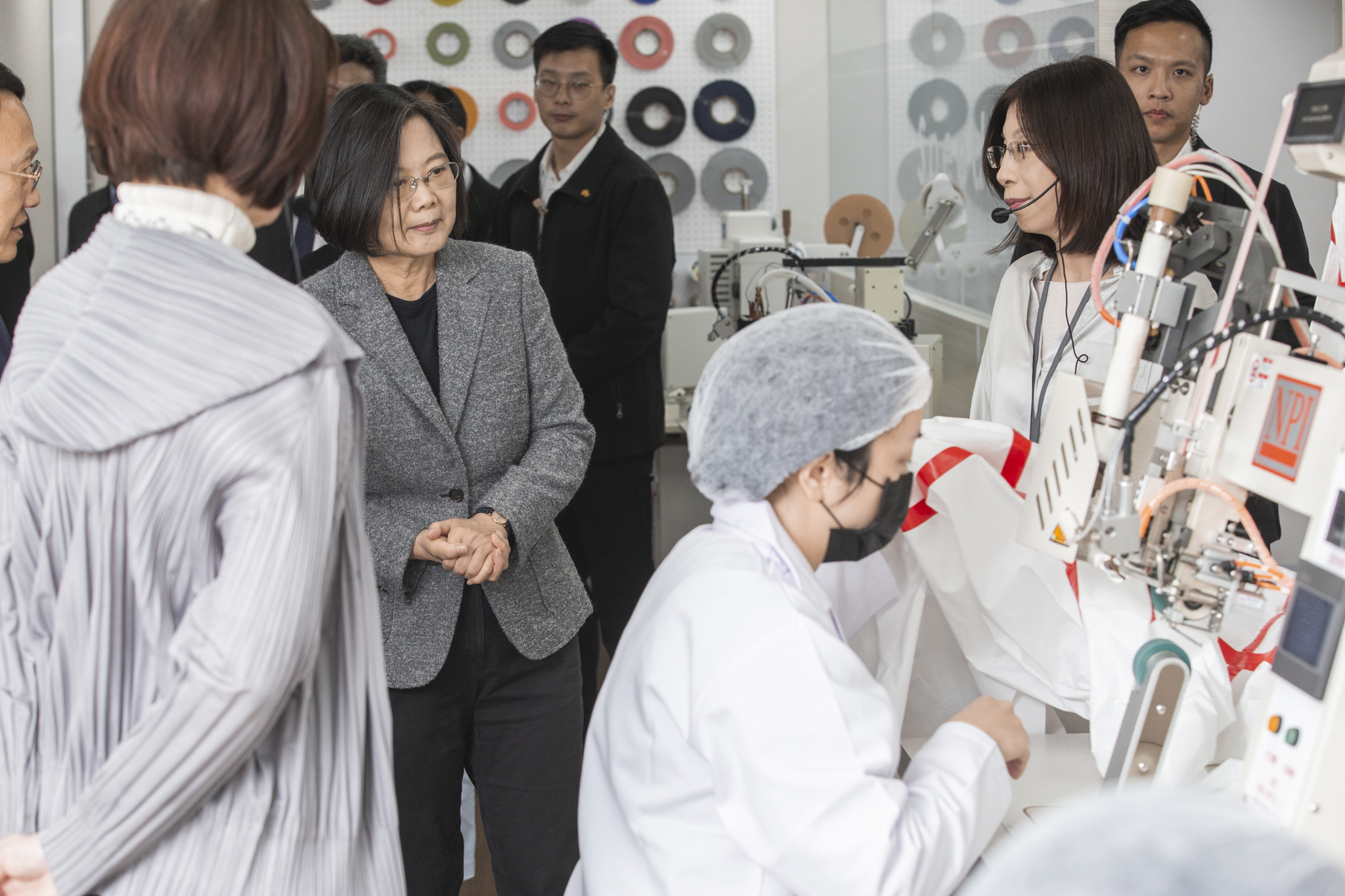
3月16日，蔡英文訪視防護衣生產企業

## 全球升為旅遊疫情第一級以上後
3月17日，中央流行疫情指揮中心將全球各國（除第二、三級國家與地區之外）的旅遊疫情警示升為第一級（一級 一般措施）；歐洲四十國、中東十六國與一地區、北非五國及中亞九國的旅遊疫情警示升為第三級（三級 不宜前往）。從第三級國家、地區入境者應居家檢疫14天，外國無住所旅客可至集中檢疫所付費居住；從其餘國家入境者應落實14天自主健康管理。非必要前往旅遊疫情建議等級第三級等國家或地區，返台後接受隔離或檢疫者，不得領取補償，並加徵必要之費用，費用將另外公布。此外，民眾入境填寫檢疫通知書資料若不確實(包括提供不實聯絡資料或漏填)，除不得領取防疫補償金，將依「傳染病防治法」最高處15萬元罰鍰，另違反相關檢疫規定者，依法罰10至100萬，並公布其姓名。自旅遊疫情建議第三級以外國家、地區入台短期停留之外來人士無健保卡者，於入境後發病，除需自付門急診醫療費用外，也需自付檢驗費用。因近期台灣境外移入個案數攀升，將往回追溯3月3日至14日期間所有自歐洲入境者，並針對其中可能之對象進行檢驗。

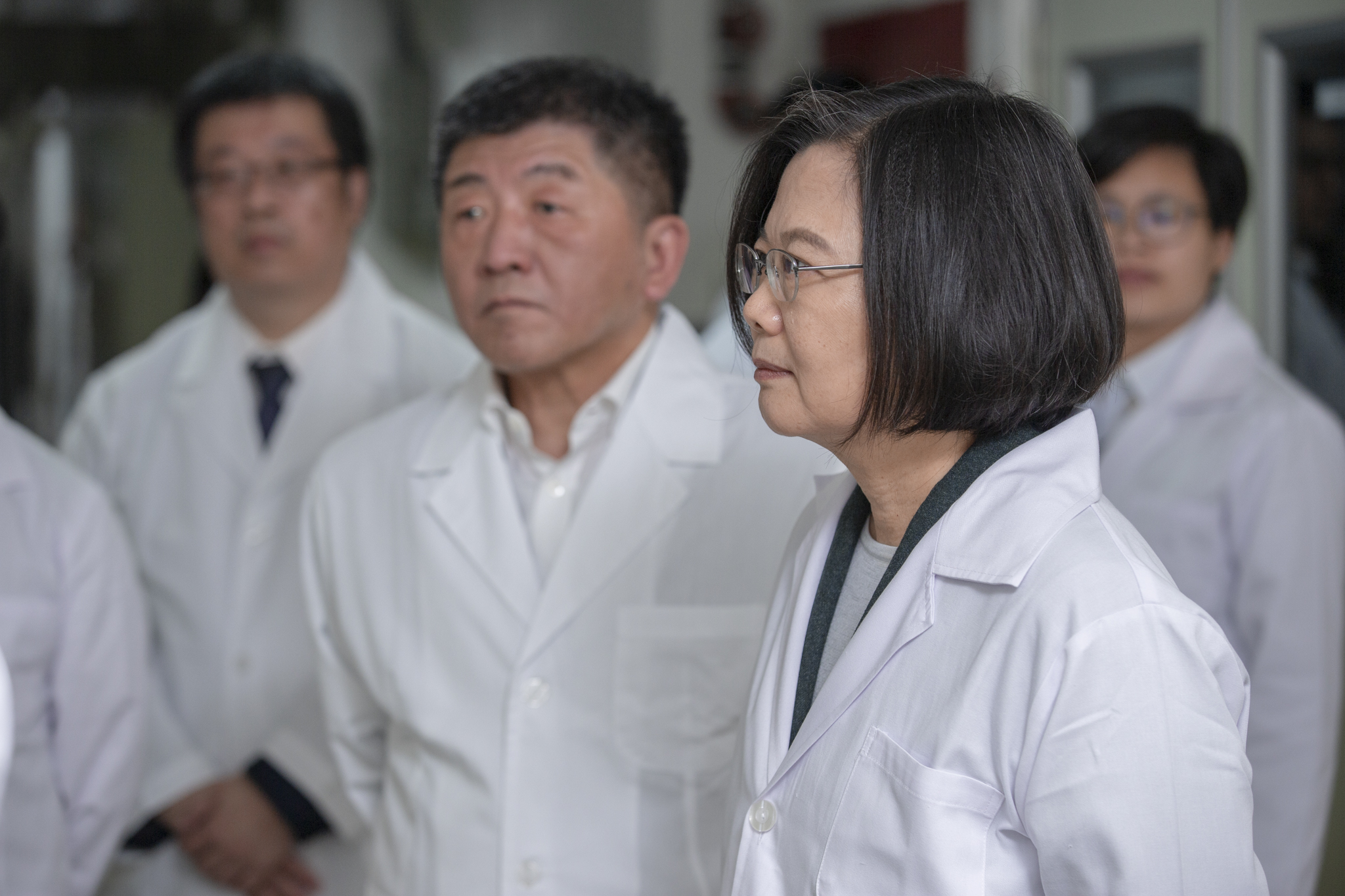
3月19日，蔡英文在指揮官陳時中等人陪同下，視察檢驗及疫苗研製中心，並為實驗室同仁加油打氣

3月19日，中央流行疫情指揮中心將亞洲十九國、東歐一國、北美洲兩國及大洋洲十六國的旅遊疫情警示升為第三級（三級 不宜前往）。不論從何處返台，所有境外返台者，都需填寫「入境健康聲明暨居家檢疫通知書」，並配合居家檢疫14天（禁止外出，配合流行地區分級處理）。外籍人士除持有外交、商務相關文件或特殊文件人士與持有中華民國居留證者，一律禁止入境，入境者也須配合居家檢疫。台灣旅行社禁止組團出國及接待抵台觀光團體至4月30日。下午，蔡英文於總統府發表敞廳談話，呼籲民眾團結冷靜、配合相關政策，政府會確保民生物資穩定供給。
3月21日，中央流行疫情指揮中心將全球的旅遊疫情警示升為第三級（三級 不宜前往），台灣人應避免所有非必要之出境旅遊，入境者須進行14天居家檢疫。台灣5處機場免稅商店開始代售徵用之口罩給入境旅客，每份口罩價格新臺幣50元或美金2元，每人限購1份(成人型3片或兒童型5片)。旅客如為台籍或有居留證者，其口罩採購紀錄將併入口罩實名制。另外，因近期境外移入個案數攀升，將往回追溯3月8日至18日間，自美國、東亞國家入境後就醫者，即刻起居家檢疫，並進行COVID-19(武漢肺炎)病毒檢驗。針對外籍人士，以免簽證、落地簽證或持停留簽證入境台灣，且停留期限尚未逾期之外籍人士，其在臺得停留期限，一律自動延長30日，毋需另行申請。

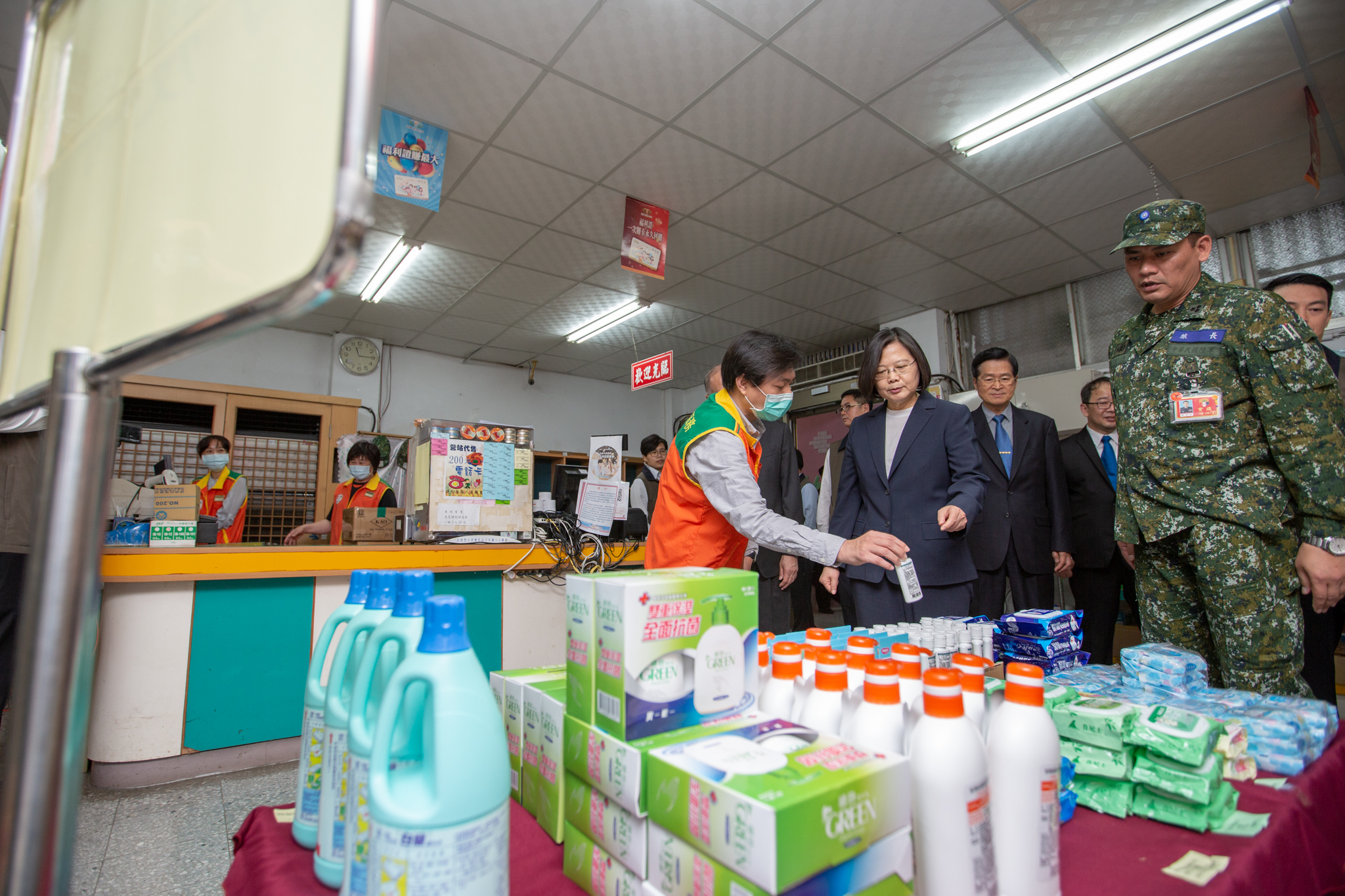
3月24日，蔡英文視導陸軍步兵203旅防疫整備

3月22日，中央研究院南港院區爆發群聚感染事件，共有5位研究員確診。
3月24日，中央流行疫情指揮中心表示為避免疫情透過航空運輸傳播，即日起至4月7日，將全面禁止旅客登機入台轉機，以減少人口跨境流動與降低疾病傳播風險。
3月25日，中央流行疫情指揮中心宣布自即日起，室內超過100人以上、室外超過500人以上的公眾集會活動建議停辦，以減低社區感染的風險。「口罩實名制2.0」進行第二輪線上預購。第2批武漢包機返台361人已於今日清晨解除隔離，其中140人由親友接送、221人搭乘交通部安排的遊覽車至定點後各自返家。
3月26日，開放「口罩實名制2.0」第一階段預購成功者取貨，行政院長蘇貞昌早上親自到超商體驗領取流程，並表示正在評估未來讓民眾可以一次買更多、限制更少、方式更多元。

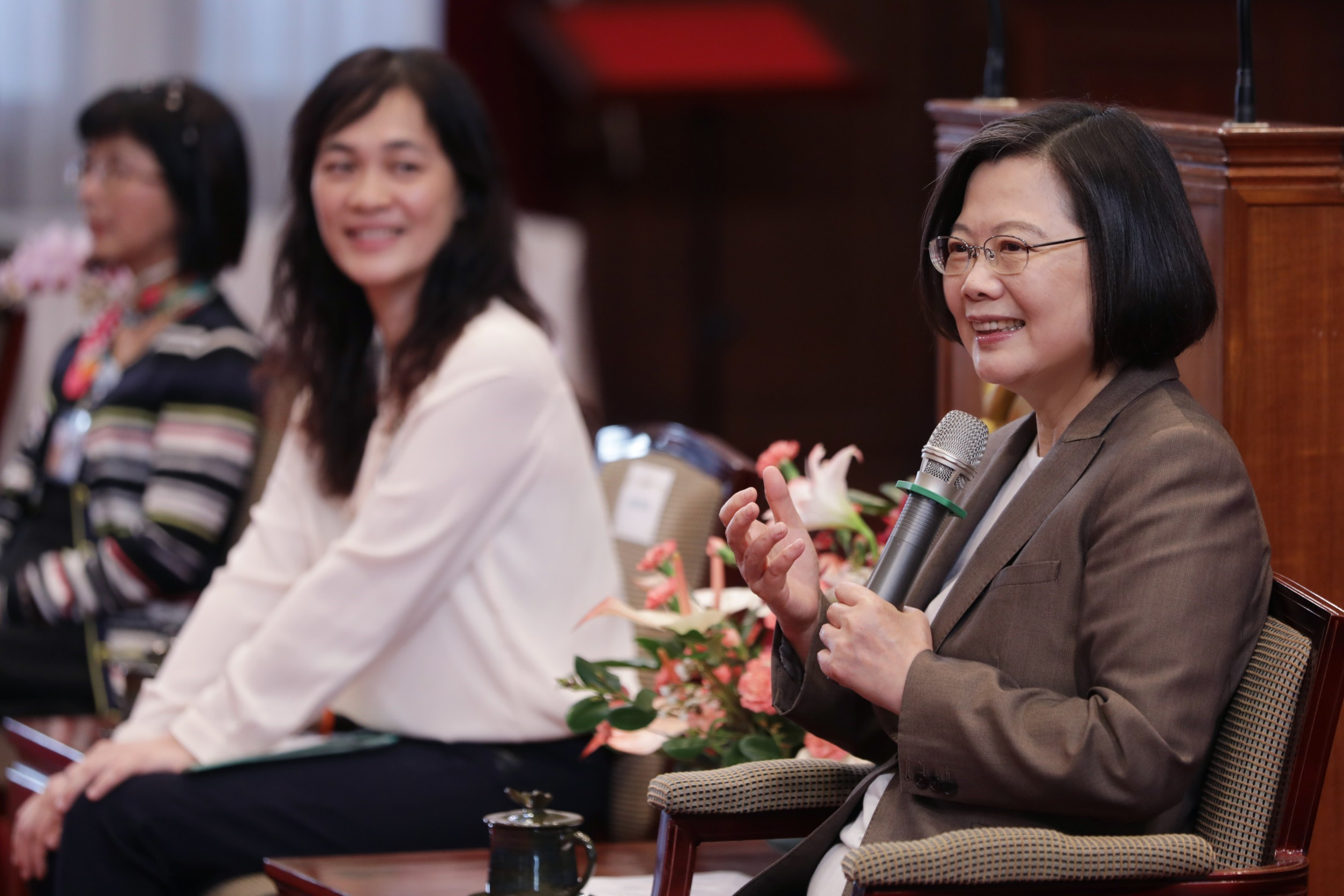
3月27日，蔡英文接見「防疫醫護人員」

3月29日，由中華航空定期班機CI504以「類包機」方式，從上海浦東機場接回滯留湖北的臺灣民眾，共153人返臺，統一送至集中檢疫所進行14天隔離。
3月30日，第一批第二架自中國大陸起飞的「類包機」搭載214人抵臺，並統一送至集中檢疫所進行14天隔離。
3月31日，中央疫情指揮中心初步研議，建議在非特定人場所，室外的社交距離至少1公尺，室內至少1.5公尺，如果特殊狀況無法達到，要戴口罩或使用隔板。現階段以軟性勸導，希望民眾自律，暫無強制規範

## 施行「社交距離注意事項」第一階段後
4月1日，指揮中心制定公布兩階段「社交距離注意事項」，在兼顧民眾合理權益，並顧及境內防疫安全等雙重前提下，降低社區感染風險，分階段鼓勵或強制保持社交距離。所有大眾運輸系統，包含高鐵、台鐵、航空、公路、郵局服務，全面量測使用者體溫，體溫合格者且必須戴口罩才能進站或搭車、進入服務區。另外，「全面禁止旅客來台轉機」政策（首度延後）延長至4月30日。

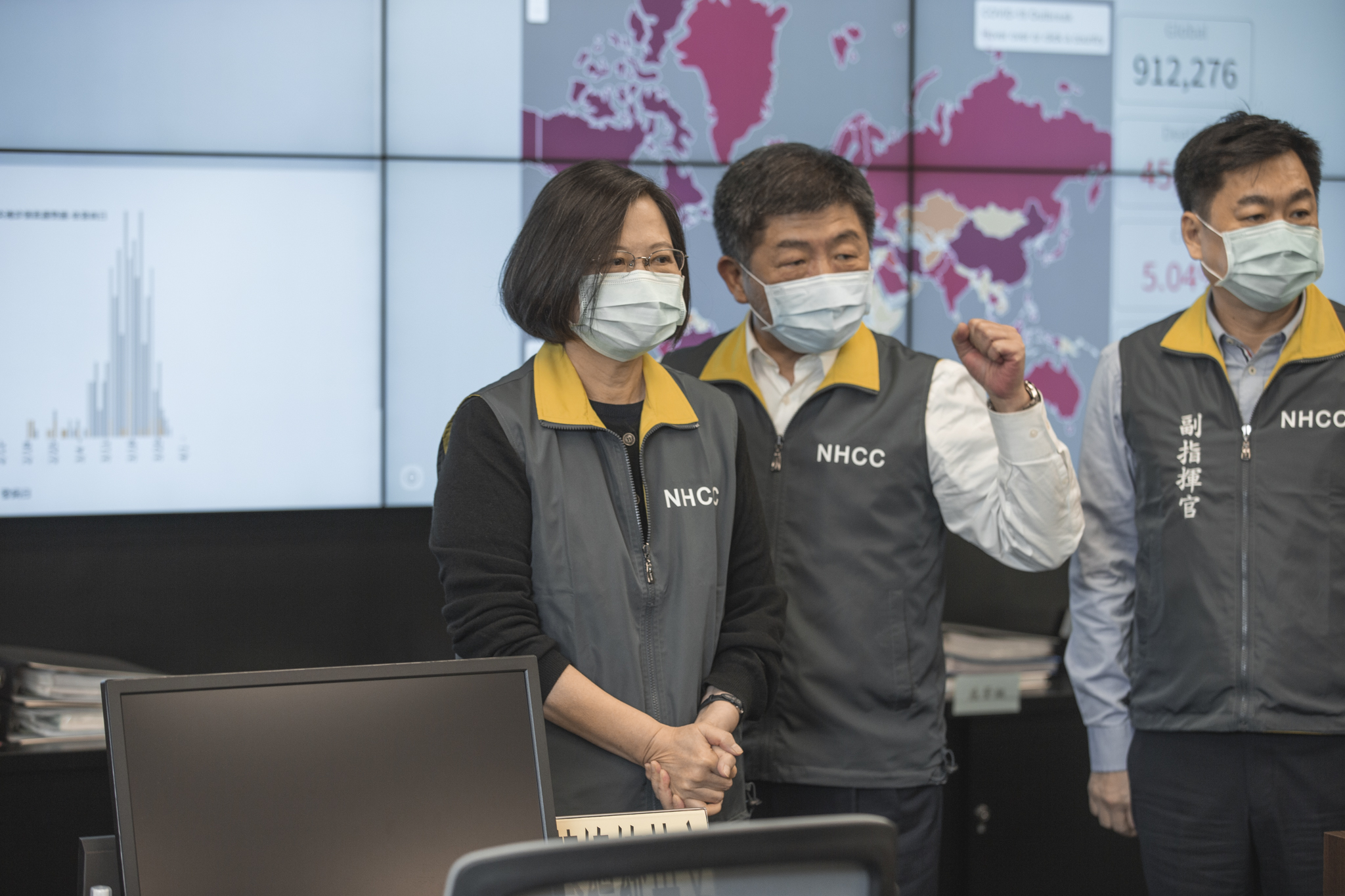
4月2日，蔡英文在指揮官陳時中等人陪同下，視察「中央流行疫情指揮中心」

4月3日，有疑似症狀之入境乘客，應依照指示搭乘防疫車輛前往檢疫所，靜待檢體檢驗結果，再做進一步的隔離或檢疫。搭乘大眾交通必須戴口罩，屢勸不聽者，可處新臺幣3000元以上、1萬5000元以下罰鍰。
4月4日，搭乘計程車（包含UBER）必須戴口罩，屢勸不聽者司機可拒載，以維護司機安全。
4月6日，因應清明連假各地湧現觀光人潮，未能保持社交距離，指揮中心呼籲民眾若在連假期間曾至人潮擁擠的地方活動，請自主健康管理14天，避免出入公共場所，外出時務必配戴口罩，儘可能在家上班，如有身體不適就醫時務必告知旅遊史。

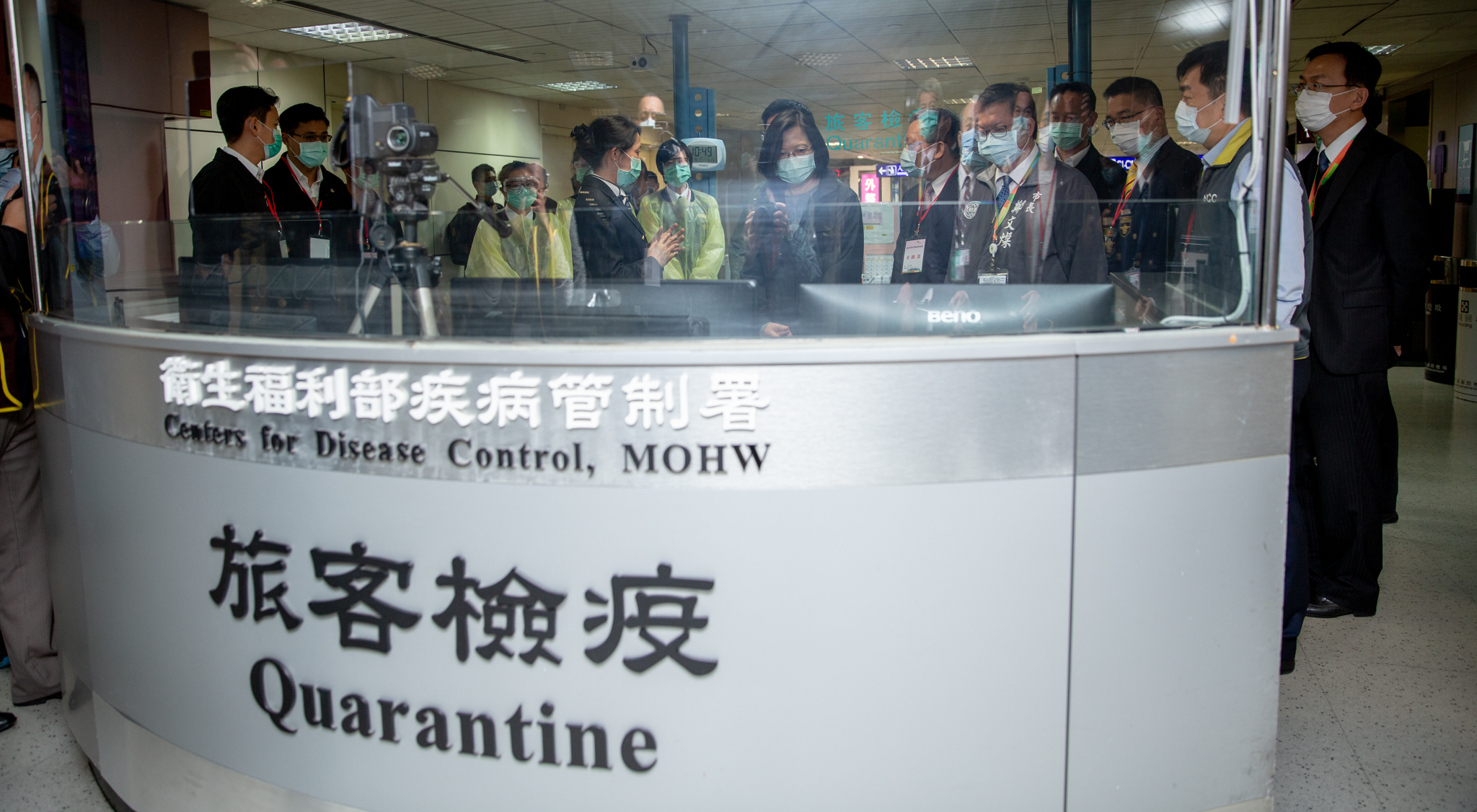
4月7日，總統蔡英文與市長鄭文燦視察疾管署在臺灣桃園國際機場設立的發燒篩檢站

4月9日，酒店和舞廳即日起全面停止營業。「口罩實名制」改為兒童每14天10片，成人改為每14天9片，取消原先身分證號末碼單雙號分流限制，並放寬兒童、成人口罩類型限制，可依個人臉型購買。4月1日開始的第3批口罩實名制線上預購適用此新規定。
4月10日，著名觀光景點、國家公園、遊樂區及夜市、寺廟等人潮密集公共場域，實施人流管制等相關防疫措施。
4月15日，試辦網購4至8歲小童立體口罩，一樣透過eMask口罩預購系統預訂。另外因成人購買兒童口罩比例過高，恢復兒童口罩購買年齡限制，16(含)歲以下之健保卡才能購買兒童口罩。
4月17日，行政院通過國防部所提案的加強國軍防疫及戰備需求，官兵每人每日配發1片口罩至疫情結束，18日開始補給配送。
4月18日，過去14天如有歐洲、美洲地區旅遊史，返台前需先通報，如家中有慢性病、年長者、幼童、無檢疫專用獨立套房，一律入住防疫旅館。另外，滯留阿拉伯聯合大公國的60位民眾，搭乘阿聯酋航空包機返臺。
4月19日，考量遞送口罩的郵差，及協助實名制口罩的藥師、藥劑生和衛生所人員的辛勞，每週日不再賣實名制口罩。
4月20日，第二批第一架自中國大陸撤僑的「類包機」搭載231人抵臺，並統一送至集中檢疫所進行14天隔離。
4月21日，過去14天如有東南亞地區旅遊史，返台前需先通報，如家中有慢性病、年長者、幼童、無檢疫專用獨立套房，一律入住防疫旅館。另外，第二批第二架自中國大陸撤僑的「類包機」搭載229人抵臺，並統一送至集中檢疫所進行14天隔離。
4月22日，口罩實名制3.0上路，新增超商預購功能，民眾可持全家人的健保卡到超商一次預購完畢。
4月23日，國際疫情持續嚴峻，為維護境內防疫安全，原本4月29日到期的「限縮兩岸航空客運直航航線」（首度延後）及4月30日到期的「全面禁止旅客來台轉機」（第二度延後）二項政策，將繼續延長執行。解禁時程將視疫情狀況決定。
4月25日，部分居隔或居檢者因二親等親屬身故或重病等社會緊急需求，需外出奔喪或探視。基於人道考量，開放上述條件民眾向所在地方衛生局提出外出申請。
4月28日，中央流行疫情指揮中心成立滿100天(1月20日成立)。
4月30日，因應即將到來的五一連假，指揮中心推出「COVID-19疫情期間民眾假期生活防疫指引」。此外，隨著境內疫情趨緩，為了讓民眾逐步回歸正常生活，將啟動「防疫新生活運動」，希望民眾在維持個人防疫措施的情況下，可以放心參與各項戶外活動。實施細節與啟動時間，將邀集相關部會進行討論後，於近期對外公布。
5月3日，敦睦遠訓支隊專案共713人已於清晨隔離期滿，檢驗陰性即可解除隔離返家，返家後需落實自主健康管理。
5月4日，海外返台前皆需先通報，如家中有慢性病、年長者、幼童、無檢疫專用獨立套房，一律入住防疫旅館。

## 逐步放寬防疫措施
5月7日，玉山國家公園、太魯閣國家公園、雪霸國家公園回復原山屋申請數量，新申請者與候補者依放寬後之住宿量申請辦理。

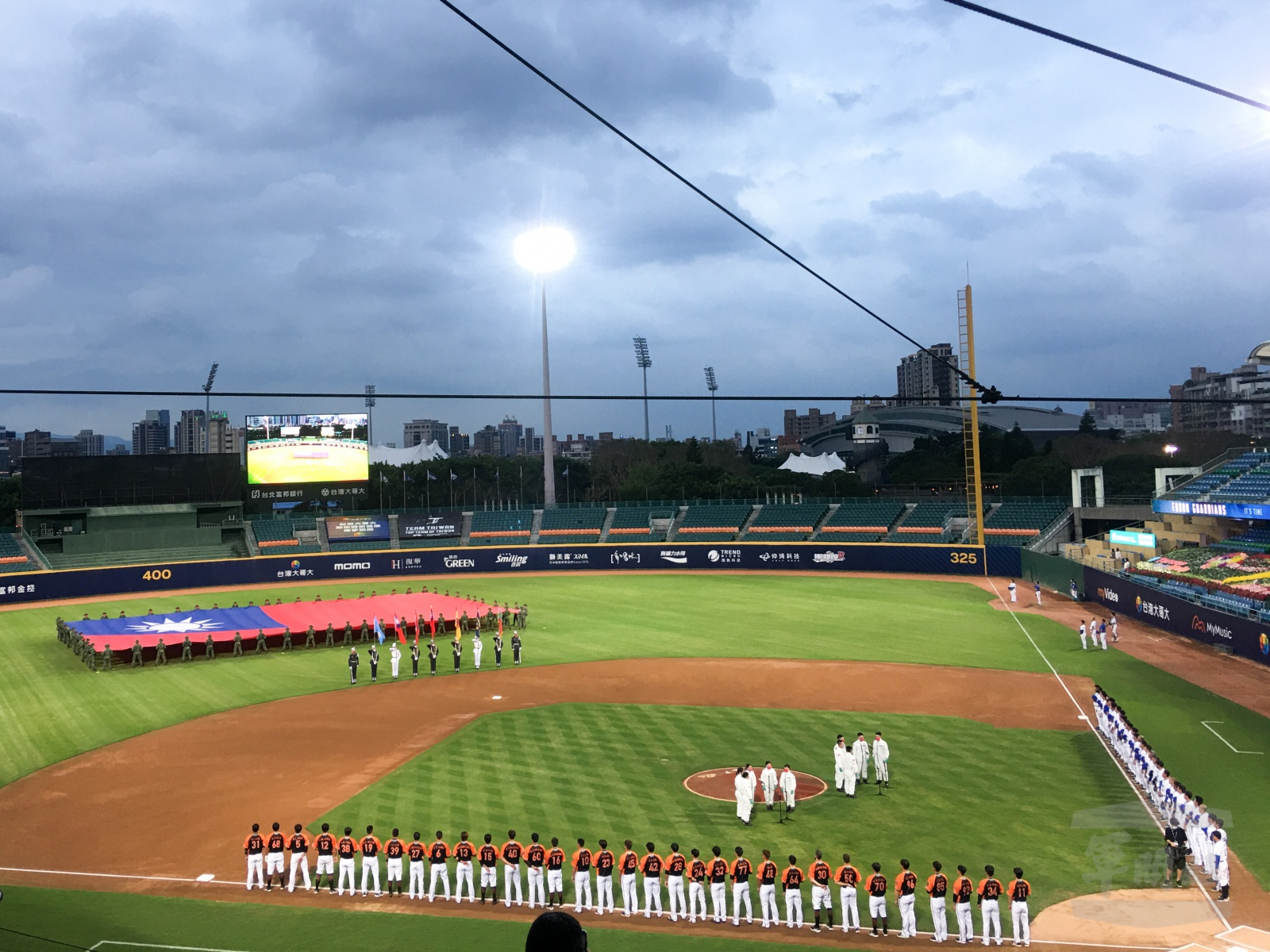
5月8日，2020全球首場開放球迷進場的職棒賽事在新莊棒球場開賽，由中央流行疫情指揮中心指揮官陳時中擔任神秘嘉賓，三軍聯合旗隊領隊開場、陸軍特戰指揮部60位官兵舉護巨幅國旗，並由第一線執行防疫任務的化學兵群官兵代表領唱國歌

5月8日，原先為了防疫而不開放民眾進場之中華職棒例行賽，每場比賽將開放1000名觀眾進場觀賽。此外，滯留湖北民眾可自行返台，惟搭機時應加強防護作為，並於返台後集中檢疫14天。暫停營業之業者，經各縣市政府評估符合防疫及安全條件後，可開放營業，不受室內100人、室外500人的限制。
5月10日，台灣超過28天（2個14日潛伏期）沒有本土病例，以公衛立場來看屬於相當安全的社區。但國際疫情仍處於大規模流行階段，不可掉以輕心。
5月15日，交通部召開第七次防疫會議，研商第三階段的交通觀光防疫措施鬆綁推動方案（草案），其中有關兩岸客運航點、海運直航及小三通客船航班等，規劃於10月1日全面恢復。陳時中於16日針對此議題指出，交通部的規畫是超前準備，先做構想並提出時間表，實際上要如何做還是要看疫情的發展而定。中華職棒例行賽每場開放進場觀眾增加至2千名，也能於場內食用官方準備之餐盒。
5月16日，鉴于商務人士居家檢疫十四天可能影響商務作業，研擬改為商務人士入台居家檢疫第五天後即可採檢，若採檢結果為陰性可短暫外出2至3天。經濟部官員表示，口罩本週單日最高產量達2000萬片，平均日產能達1800萬到1900萬片。
5月19日，考量目前國際疫情仍嚴峻，交通部觀光局暫停旅行業組團赴境外旅遊以及接待赴台觀光團體入境之禁令延至6月30日。

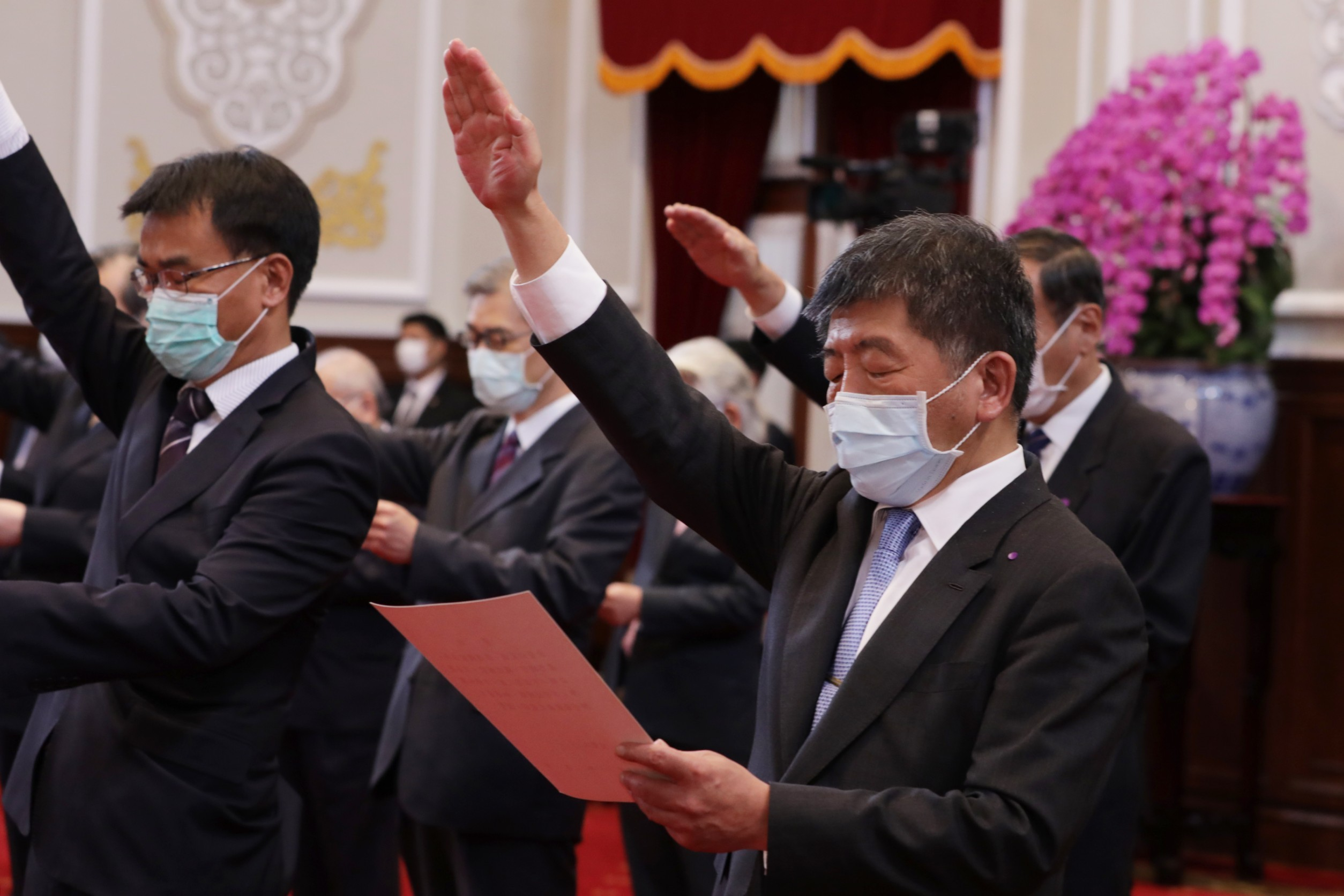
5月20日，陳時中參加「各部會首長宣誓典禮」，續任衛福部部長

5月20日，因應蔡英文政府第二任期從本日開始，內閣成員改組，陳時中續任衛福部部長，並繼續擔任防疫總指揮官。
5月25日，台灣居家隔離人數於今日歸零。放寬精神科病房探視，在相關防疫措施及限定條件下親友可預約探視，訪客與病人仍需全程佩戴口罩。
5月26日，中央流行疫情指揮中心表示，如臺灣至6月7日仍可維持本土病例零確診或無社區感染，將擴大鬆綁生活防疫規範。民眾只要配合實名制，及落實個人防護措施，從事各項日常及休閒活動將不再受限於人數限制規範。
5月27日，經濟部長沈榮津表示，目前台灣醫療口罩每日產能約2,000萬個，政府口罩庫存量超過2~3億片，因此6月1日起國產口罩將部分開放內外銷。口罩開放銷售後，以健保卡購買的14天9片實名制機制仍不變，其餘將恢復自由買賣和市場機制。沈榮津表示，廠商、通路商考慮到實名制5元，定價時每片一定會低於5元，由民眾自己選擇。但口罩業者表示：「口罩成本原料漲價已較疫情前高，若再加上運輸、包裝成本，售價恐怕會高於5元」、「希望如實反映價格，回歸市場機制後，口罩需要包裝、物流成本，且通路商也要賺錢，成本結構與往日大不相同，若政府訂定1片不得超過5元是不合理的」。針對業者回饋反彈，經濟部官員解釋，實名制每片5元是作為業者自由販售定價的參考原則，並非強制定價，後續價格仍是回歸市場機制。
5月28日，由於境內疫情風險低，將鬆綁民眾生活防疫措施，考量實務作業、諮詢專家並與相關部會研商後，公布「COVID-19因應指引：實聯制措施指引」，供各界參考運用。
5月29日，由於境內疫情已趨穩定且檢驗量能日益提升，開放有檢驗需求民眾可自行至指定院所進行自費檢驗，以取得相關檢驗證明文件。但目前並無實施普篩之必要性。
5月30日，鑒於瑞德西韋療效及安全性已有初步證據支持，且國際間亦陸續核准該藥品使用，基於台灣公共衛生需求、醫療利益與風險平衡，食藥署有條件核准該藥品專案輸入使用於重度新型冠狀病毒感染的病人。
6月1日，解除醫療級口罩內外銷的銷售禁令，但仍會與實名制並行，保障民眾購買權益。解禁後政府仍會每日定量徵收800萬片以供實名制購買、庫存量、戰備量等使用，剩下產量由廠商自由銷售，廠商可外銷也可在台灣販售。台鐵、高鐵飲食有條件解禁，只要旅客維持社交距離，便可在列車上飲食，但吃完仍須戴口罩。疾病管制署依國際間最新臨床試驗結果與6月1日專家諮詢會議建議修訂完成第七版「新型冠狀病毒(SARS-CoV-2)感染臨床處置暫行指引」（如附件）。
6月2日，宣布禁令解除後，攜帶、郵寄或快遞醫療口罩至海外不再設限且不需申請輸出許可，但是一旦口罩庫存量低於1億片，將提高徵用量從800萬片提升至1200萬片。

## 逐步解封防疫措施
6月7日，疫情指揮中心至今已成立140天，開了164場記者會。因應疫情趨緩，未來記者會改為一週一次，訂於每週三下午2時舉行。衛生福利部整合中央及地方政府各項防疫政策的決策過程，並將此「臺灣模式」以網站「COVID-19臺灣防疫關鍵決策網（页面存档备份，存于）」呈現，向民眾及各國說明臺灣防疫成功因素、衛生醫療體系基礎、重大政策等。交通部對多項管制措施進行鬆綁，台鐵連續假期可賣站票但有數量限制；高鐵可賣自由座；車廂、班機內恢復販售飲食與商品；觀光景區和遊樂區取消人數及車輛限制。車站、捷運進站仍須量體溫，但保持社交距離下可脫口罩。電影院無需梅花座、人數不受限制，保持安全距離，可以不戴口罩。中華職棒座位採間隔梅花座但人數不受限制，保持安全距離，可以不戴口罩，現場可以飲食、販賣食物。指揮中心例行記者會改為每周三召開。
6月17日，考量長期隔離治療對個案身心之影響及醫療資源使用之適當性，經參考國際作法及相關研究實證並諮詢專家後，將現行確診個案解除隔離條件，由連續3次呼吸道檢體檢驗陰性，調整為連續2次檢驗陰性即可解除隔離。境外確診個案須符合：(1)發病日至登機日已逾2個月，且症狀已緩解、(2)距發病日已達10天，且取得2次呼吸道檢體檢驗SARS-CoV-2陰性證明(須間隔至少24小時採檢)，條件之一才能搭機抵達台灣，違者將處新臺幣1萬元以上15萬元以下罰鍰。
6月19日，放寬醫療院所人員管制措施，每日開放探視時段增至2個，不限病房科別，但須全程配戴口罩，且至多2名訪客，盡量避免不必要的探視，以降低感染風險。
6月22日，短期商務人士入境，可有條件申請縮短居家檢疫時間至5~7日。
6月25日，開放桃園機場轉機，但排除疫情仍屬嚴峻的中國大陸，並僅能搭乘同一航空集團營運的航班(華航、長榮及國泰航空)，且限制轉機停留時間在8小時以內。
6月29日，外籍人士除觀光、一般社會訪問以外，得提出申請入境；港澳人士有特殊人道考量、緊急協處、商務履約、跨國企業內部調動及商務經貿交流(含工作居留、投資居留及創新創業居留等)之需求，或已取得居留證之外籍配偶、子女，得提出申請入境。但仍應主動出示「表訂登機時間前3天內之COVID-19核酸檢驗陰性報告(英文版)」，並配合入境後居家檢疫14天及必要之檢疫措施。
6月30日，中央流行疫情指揮中心發言人莊人祥表示，口罩徵用政策將延長到今年12月底，口罩實名制政策也將繼續辦理。
7月8日，放寬居家隔離/檢疫者奔喪或探視之次數及時間，隔離/檢疫5天後無症狀且檢驗陰性者，經醫院同意後由地方衛生單位安排外出，無論探病、奔喪或辦理喪事均以每天1次、每次2小時為原則，期間不得搭乘大眾交通工具，需全程佩戴口罩並保持安全社交距離。
7月15日，逾期未領實名制口罩的民眾可至原指定通路及門市補領，處理費及簡訊等相關費用則由民眾自行負擔。
7月16日，台灣人之2歲(含)以下持居留證的中國大陸籍子女申請入境，並得由父母親陪同，入境後須依規定完成14天居家檢疫。
7月24日，交通部觀光局宣布〈暫停旅行業組團赴國外旅遊及接待來台觀光團體入境措施〉將再持續實施至8月31日，並視後續疫情發展適時調整公告事宜。
7月26日，自菲律賓飛抵台灣的旅客中，台灣人及持居留證或居留簽證、移工、境外生、外交公務等外國籍人士，無論有無症狀，入境時均須於機場完成採檢，有症狀者送至集中檢疫所等候檢驗結果，無症狀者返家或至防疫旅館完成居家檢疫14天。未持有臺灣居留證之外國籍人士，仍須提供登機前3日內之COVID-19檢驗陰性報告，才能登機、轉機及入境台灣，並於入境後進行居家檢疫14天。
8月1日，除健康檢查、美容醫學等非急迫性醫療需求外，國際醫療病患可透過醫療機構檢具相關資料、文件提出赴台就醫申請。可申請其配偶或3親等內親屬2人陪同，必要時得增加1位居住國的醫事人員或其他照護者隨行，需附醫療保險證明、檢疫切結書、入境健康證明。
8月5日，部分場所回復戴口罩規定。
8月12日，自菲律賓飛抵台灣的旅客均需於集中檢疫場所接受檢疫14天。
8月13日，6歲以下中國大陸籍子女及其陪同父母均得返臺，入境後須依規定完成14天居家檢疫。
8月17日，彰化縣衛生局長葉彥伯主動採驗無症狀居家檢疫者，而後被檢疫者確診，由於不符合指揮中心篩檢作業程式，中央流行疫情指揮中心指揮官陳時中同日下令政風處調查採檢流程是否符合程序及採檢理由，引發爭議。

## 秋冬防疫專案
12月1日，啟動「秋冬防疫專案」，強化「邊境檢疫」、「社區防疫」及「醫療應變」措施。邊境檢疫：所有入境及轉機旅客登機前須附3日內COVID-19核酸檢驗報告；社區防疫：出入八大類場所應佩戴口罩，經勸導不聽者依法開罰；醫療應變：加強通報採檢，訂定獎勵指標。
12月4日，暫停引進印尼籍移工入境來臺工作二週，視當地疫情再評估是否自12月18日起減半原印尼籍移工每週入境人數。
12月9日，宣布移工完成14日集中檢疫及居家檢疫期滿，應進行7日之自主健康管理。為掌握移工於自主健康管理行蹤及落實移工生活照顧，雇主或仲介公司應於移工入境登錄檢疫作業時，同時於「入出國移工機場關懷服務網」，登錄移工自主健康管理地點（如雇主工作地、仲介公司安置處所等），以利掌握移工行蹤及地方政府進行實地關懷。自主健康管理期間應盡量一人一室。如有困難者，應保持1.5公尺距離，配戴口罩、落實消毒作業。
12月16日，鑒於印尼疫情持續升溫，自12月18日起，持續暫停引進印尼籍移工來臺工作，並視當地疫情狀況，再決定重新開放之時間。
12月22日，疫情中心考量年度跨年晚會活動具人潮擁擠、長時間、近距離接觸不特定人士之特性，請參與民眾務必遵守下述活動期間之防疫規範：
1. 主辦單位應於活動場域提供足量之手部清消用品、提高公共廁所之消毒頻率並設有醫療應變措施，且除指定販賣區外，場內不得販售飲食。
2. 室內活動不得販售無座位票並落實實聯制，同時須規劃固定入口，且於入口處進行體溫量測及手部消毒（消毒頻率可適時增加）。
3. 參與活動者於活動期間應全程佩戴口罩，除補充水分外，禁止飲食，經勸導不聽者，予以裁罰（罰款最重者可達新臺幣一百萬）。
4. 居家檢疫、居家隔離、自主健康管理期間者，及有發燒、呼吸道症狀、腹瀉、嗅味覺異常等疑似症狀之民眾（包括表演者及活動工作人員），不得參加相關活動。
5. 為利通知防疫相關訊息，請參加民眾攜帶手機（須維持開機狀態）[242][243]。

同樣在12月22日，臺灣出現1例本土確診病例（案771），為4月12日（案386）後首例本土確診個案。
自12月23日零時起，因應英國疫情嚴峻且病毒出現變異，自英國入境及過去14日有英國旅遊史者皆至集中檢疫所進行居家檢疫。另外，針對（12月13日至22日具英國旅遊史）的入境旅客共計216人，將進行回溯採檢。2021年1月8日疫情中心檢疫結果公布，除1+3名確診（舊案－案342與案787、案791、案799）案例外，其餘212人均呈陰性，至此「英國專案」宣布結案。12月23日起具英國旅遊史旅客，將全數入住集中檢疫所，入住後與期滿前會各採檢一次。至2021年1月8日止，總計英國變種病毒確診者有5例（案791、案792、案793、案799及後續新增的案804）。
同日倫敦飛返台北客機航班數減半，由於華航、長榮每週均有一班航班往返倫敦，本週由華航先行執飛（本週長榮航班取消），後續則由民航局協調華航、長榮輪流派飛。
同日指揮中心強調，目前所實施之「國籍航空公司實施機組人員防疫健康管控措施作業原則」，機組員要在完整的防護措施前提下，才可縮短居家檢疫天數，將加強航空檢疫措施，尤其針對機組員在外站及機艙內如何落實防疫等管理機制，並訂出確實的懲罰辦法，以兼顧防疫及航空業的正常營運。
12月27日，華航航班載運旅客（含機組員13人）共計127人之專機，自英國倫敦抵臺。除機上旅客確診者外（案792、案793及案794），剩餘111人則被安排住進檢疫所（陽明山和烏來）內，2021年1月11日零時隔離期滿，在採檢陰性者後，111名旅客陸續順利離開檢疫所（轉至各自住家自主健康管理7天）。
自12月31日起，實名制口罩從原本14天9片45元，調整為14天10片40元且為源頭獨立包裝、標示生產商。

## 外部連結
- （繁體中文）（英文）衛生福利部疾病管制署（页面存档备份，存于）